# 木戸孝允
木戸 孝允（きど たかよし、天保4年6月26日〈1833年8月11日〉- 明治10年〈1877年〉5月26日）は、日本の幕末の長州藩士、勤王志士、明治時代初期の政治家。号は松菊。
明治維新の元勲として、大久保利通、西郷隆盛とともに維新の三傑の一人に数えられる。幕末期には桂 小五郎（かつら こごろう）の名で活躍した。

## 概略
長州藩出身。同藩藩医和田家の生まれだが、7歳で同藩藩士桂家の養子となる。1852年には江戸に留学して斎藤弥九郎の道場で剣術を学び、また洋式の砲術や兵術、造船術、蘭学などを学んだ。
1858年の安政の大獄以降、薩摩藩、水戸藩、越前藩、会津藩など諸藩の外交掛の者たちと広く交わるようになり、井上聞多や高杉晋作と並んで藩内の指導者的立場となった。1862年以降には藩政の要職に就く。1864年の池田屋事件及びその直後の禁門の変により、但馬出石で8か月の潜伏生活を余儀なくされた。高杉晋作らが藩政を掌握すると帰藩し、1865年に藩主より「木戸」の苗字を賜った。1866年には藩を代表して薩長同盟を締結している。
新政府成立後には政府官僚として太政官に出仕し、参与、総裁局顧問、参議に就任。1868年（慶応4年＝明治元年）に五箇条の御誓文の起草・監修にあたり明治維新の基本方針を定めた他、版籍奉還や廃藩置県など、封建的諸制度を解体して近代社会（市民社会・資本主義社会）と中央集権国家確立をめざす基礎作業に主導的役割を果たした。1871年には岩倉使節団に参加し、諸国の憲法を研究した。1873年に帰国したのちはかねてから建言していた憲法や三権分立国家の早急な実施の必要性について政府内の理解を要求し、他方では資本主義の弊害に対する修正・反対や、国民教育や天皇教育の充実に務め、一層の士族授産を推進した。また内政優先の立場から岩倉具視や大久保利通らとともに西郷隆盛の征韓論に反対し、西郷は下野した。
憲法制定を建言していたが、大久保利通に容れられず、富国強兵政策に邁進する大久保主導政権に批判的になり、政府内において啓蒙官僚として行動。1874年には台湾出兵に反対して参議を辞した。翌年の大阪会議においては将来の立憲制採用を協議して政府に復帰したが、大久保批判をすることが多かった。地方官会議議長や内閣顧問などを務めたが、復職後は健康が優れず、西南戦争中の1877年（明治10年）5月26日に出張中の京都において病死した。西南戦争を憂い「西郷よ。いいかげんにしないか」と言い残したという。
その遺族は、華族令当初から侯爵に叙されたが、これは旧大名家、公家以外では、大久保利通の遺族とともにただ二家のみであった。

## 生涯

### 少年時代

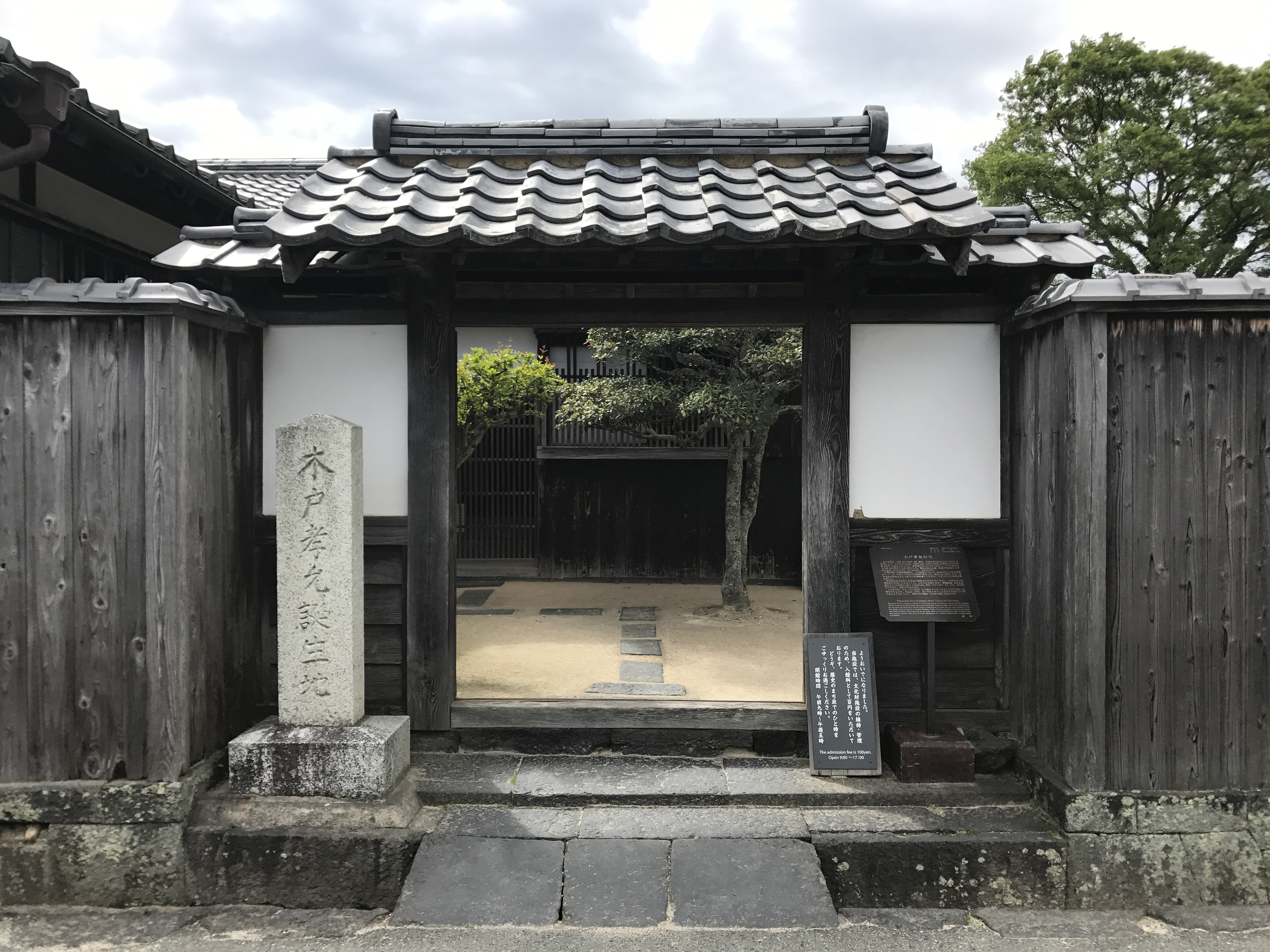
木戸孝允生家

天保4年6月26日（1833年8月11日）、長門国萩城下呉服町（今の山口県萩市）に長州藩の藩医である和田昌景の長男として生まれる。和田家は毛利元就の七男・天野元政の血を引くという。母はその後妻であった。前妻が生んだ異母姉が2人いる。実子としては長男であるが、長姉に婿養子・文讓が入り、また長姉が死んだ後は次姉がその婿養子の後添えとなっていたため、小五郎は次男として扱われた。
天保11年（1840年）、7歳で向かいに住んでいた藩士桂孝古の末期養子となり、藩の大組士に列して禄（90石）を得た。翌年、桂家の養母も亡くなったため、生家の和田家に戻って、実父母・次姉と共に育つ。
少年時代は病弱でありながら、他方で悪戯好きの悪童でもあり、萩城下の松本川を行き来する船を船頭ごと転覆させて快哉を叫ぶという悪戯に熱中していた。ある時、水面から顔を出し船縁に手をかけたところを、業を煮やしていた船頭に櫂で頭を叩かれてしまう。小五郎は、想定の範囲内だったのか、岸に上がり額から血を流しながらもニコニコ笑っていたという。このときの額の三日月形の傷跡が古傷として残っている。
10代に入ってからは、藩主・毛利敬親による親試で2度ほど褒賞を受け（即興の漢詩と『孟子』の解説）、長州藩の若き俊英として注目され始める。
嘉永元年（1848年）、次姉・実母を相次いで病気で失い、悲しみの余り病床に臥し続け、周囲に出家すると言ってはばからなかった。
嘉永2年（1849年）、明倫館で兵学師範となっていた吉田松陰に山鹿流兵学を学び、「事をなすの才あり」と評される（のちに松陰は「桂は、我の重んずるところなり」と述べた）。
- よく誤解されることであるが、松陰の松下村塾で小五郎が学んだことはない。その頃（安政4年）は小五郎は江戸の近くにいた。

小五郎18歳の嘉永4年（1851年）、実父の和田昌景が72歳で没。銀10貫（当時のレートで金170両に相当する）と、継続的な不労収入が見込める貸家などの不動産を相続した。和田家（20石）と残りの動産（銀63貫余り）・不動産は義兄の文譲が継いだ。

### 剣豪桂小五郎
弘化3年（1846年）、長州藩の剣術師範家のひとつの内藤作兵衛（柳生新陰流）の道場に入門している。嘉永元年（1848年）、元服して和田小五郎から大組士・桂小五郎となり、実父に「もとが武士でない以上、人一倍武士になるよう粉骨精進せねばならぬ」ことを言い含められ、それ以降は剣術修行に人一倍精を出して腕を上げ、実力を認められる。嘉永5年（1852年）、剣術修行を名目とする江戸留学を決意し、藩に許可され、藩に招かれていた神道無念流の剣客・斎藤新太郎の江戸への帰途に随行し、財満新三郎・佐久間卯吉ら5名の藩費留学生たちと他1名の私費留学生とともに私費で江戸に上る。
江戸では三大道場の一つ、練兵館（神道無念流）に入門し、新太郎の指南を受ける。免許皆伝を得て、入門1年で塾頭となった。大柄な小五郎が、得意の上段に竹刀を構えるや否や「その静謐な気魄に周囲が圧倒された」と伝えられる。小五郎と同時期に免許皆伝を得た大村藩の渡辺昇とともに、練兵館の双璧と称えられた。
幕府講武所の総裁・男谷信友（直心影流）の直弟子を破るなど、藩命で帰国するまでの5年間練兵館の塾頭を務め、剣豪としての名を天下に轟かせる。大村藩などの江戸藩邸に招かれ、請われて剣術指導も行った。また、近藤勇をして「恐ろしい以上、手も足も出なかったのが桂小五郎だ」と言わしめたといわれる。
安政4年（1857年）3月、江戸・鍛冶橋の土佐藩上屋敷で開催された剣術大会で坂本龍馬と対戦し、2対3で小五郎が勝利した史料が、2017年10月30日に発見された。

### 留学希望・開国・破約攘夷の志士

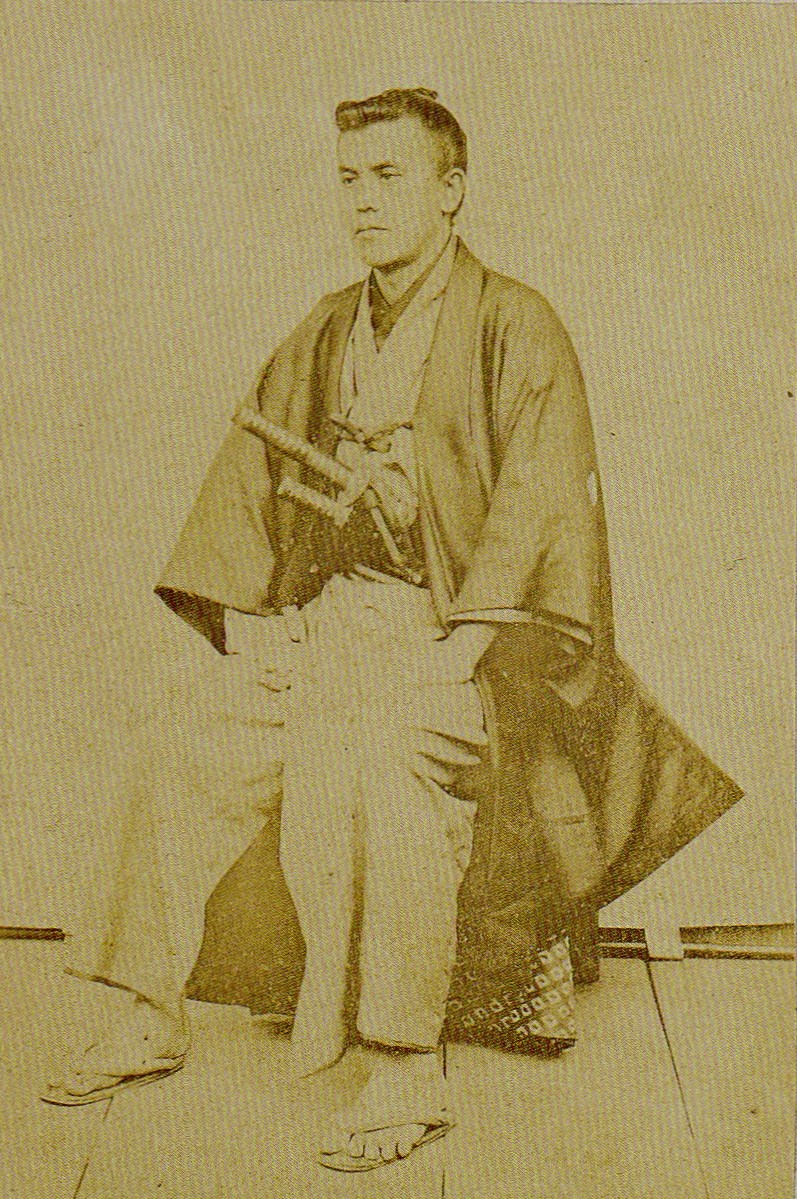
長州藩士時代の木戸（明治2年〈1869年〉4月）

マシュー・ペリーが最初に来航した嘉永6年（1853年）、海防の必要性を実感した幕府は大船建造禁止令を撤回し、雄藩に軍船の建造を要請した。さらに江戸湾防衛のための砲台（お台場）建設を伊豆代官江川英龍に命じた。ペリーが浦賀に入港する時には、長州藩は大森海岸の警備を命じられており、その際に小五郎は藩主毛利慶親の警固隊の一員に任じられ、実際に警備にあたった。海外の脅威を目の当たりにした小五郎は、その後直ちに練兵館道場主の斎藤弥九郎を通して江川英龍に弟子入りし、海岸線の測量やお台場建設を見学し、兵学・砲術を学ぶことにした。それとほぼ同時期に、藩に軍艦建造の意見書（『相州海岸警衛に関する建言書』）を提出した。この提言を受け、嘉永7年1854年に藩主毛利慶親は洋式軍艦を建造することを決定し、さらに安政3年（1856年）に長州藩は恵美須ヶ鼻造船所を開設、君沢形（スクーナー）軍艦丙辰丸と、バーク型軍艦庚申丸が製造された。
小五郎は練兵館塾頭を務める傍ら、ペリーの再度の来航（嘉永7年1854年）に大いに刺激され、すぐさま師匠の斎藤弥九郎を介して伊豆・相模・甲斐など幕府領5か国の代官である江川英龍に実地見学を申し入れ（江戸時代に移動の自由はない）、その付き人として実際にペリー艦隊を見聞する。
吉田松陰の「下田踏海」に際しては自ら積極的に協力を申し出るが、小五郎を弟子と思っている松陰から堅く制止され、結果的に幕府からの処罰を免れる。しかし、来原良蔵とともに藩政府に海外への留学願を共同提出し、松陰の下田踏海への対応に弱っていた藩政府をさらに驚愕させる。倒幕方針を持つ以前の長州藩政府が、幕府の鎖国の禁制を犯す海外留学を秘密裏にですら認める可能性は乏しく、小五郎はそれまで通り練兵館塾頭をこなした。
- 浦賀奉行支配組与力の中島三郎助から造船術を学ぶ。短い修学期間であったが、互いの人格を認めあい、中島の家族からも厚遇された。開明家ながらも中島は幕臣としての立場を貫徹し、箱館戦争の際に2人の息子と壮絶な戦死を遂げた。一方、明治政府成立後も木戸は中島の恩義を忘れず、遺族の保護に尽力している。明治9年（1876年）の奥羽・北海道巡幸に随従した木戸は、往時を回顧して慟哭した。
- 幕府海防掛本多越中守の家来・高崎伝蔵からスクーナー洋式帆船造船術を学ぶ
- 長州藩士・手塚律蔵から英語を学ぶ（維新の三傑の中で、木戸と西郷は英語で外国人と会話できたという）

など、常に時代の最先端を吸収していくことを心掛ける。安政2年（1855年）に獄中の吉田松陰に宛てた手紙で「当今の急務、得民心、国力をため、兵を練る是也」「兵に至ては一日も早く西洋銃陣に変革致度存候。一日々々と送る時は遂失家、失国、巨大の大損に相成申候」と述べ、人心掌握・富国強兵の必要性を訴えている。
安政5年（1858年）3月、長州藩上屋敷において開催された蘭書会読会で兵学書の講義を行った大村益次郎（この時点では村田蔵六）と知り合う。その後交流を深め、大村を長州藩士に迎えるよう尽力した。大村が実際に長州藩士となったのは、万延元年（1860年）。文久元年（1861年）正月に大村は国入りしている。
安政5年（1858年）8月、長州藩江戸藩邸の大検使役に任命される。吉田松陰が人材登用のために小五郎を藩上層部に熱心に推薦したことによるもの。同年12月24日に松陰の自宅を訪ね、老中間部詮勝の暗殺計画を諫めたため、松陰はこれを断念するも、別の計画（伏見要駕策）を立案したため松陰は野山獄に投獄される。松陰は松下村塾生たちの諫言は聞き入れなかったが、小五郎の言葉には「桂は厚情の人なり。この節同士と絶交せよと。桂の言なるをもって勉強してこれを守るなり」として聞き入れている。
安政6年（1859年）、長州藩江戸藩邸の藩校である有備館の御用掛に任じられ、後輩藩士の育成にも大きく関わった。同年10月27日、吉田松陰が処刑される。小五郎は、伊藤博文らと共に遺体をひきとり、埋葬した。
万延元年（1860年）7月2日、大村益次郎と連名で「竹島開拓建言書草案」を幕府に提出する。ただしこの時の竹島は、現代で言う「鬱陵島」であると考えられている。
万延元年（1860年）7月、水戸藩士の西丸帯刀らと丙辰丸の盟約を結ぶ。小五郎・西丸はそれぞれ藩内に働きかけるが、藩の中枢部を動かすには至らず、長州藩内では公武合体を推奨する航海遠略策が藩論として採用されたため、小五郎は「破」の計画の延期を提案したものの、機を逸することを恐れた水戸側は長州の後援なしに「破」を実行することとした。
文久2年（1862年）1月15日、坂下門外の変が起きる。その事件に関わるはずだったが遅刻して参加できなかった水戸浪士川辺左治右衛門が小五郎のもとを訪ね、切腹死してしまう。坂下門外の変との関わりを幕府から追及された小五郎であったが、航海遠略策により幕府や朝廷に注目されていた長井雅楽の尽力によって釈放される。
文久2年（1862年）、藩政府中枢で頭角を現し始めていた小五郎は、周布政之助・久坂玄瑞（義助）たちと共に、松陰の航海雄略論を主張し、長州藩大目付・長井雅楽が唱える幕府にのみ都合のよい航海遠略策を退ける運動を開始する。長井の策は勅許なしでの条約締結による開国を是認するものであり、天皇をおろそかにする政策だと考えたからである。同年6月、江戸から上京してくる長州藩主毛利敬親を中山道中津川宿にて待ち受け、京都の情勢を報告し、藩論を転換するよう説得する（中津川会議）。このため、長州藩要路の藩論は破約攘夷・開国攘夷（勅許なしでの通商条約は一旦破棄し、その後正式に勅許を得て開国し、国の力をつけてから攘夷を実行する）に決定付けられる。同時に、異勅屈服開港しながらの鎖港鎖国攘夷という幕府の路線は論外として退けられる。これにより長井雅楽と、小五郎の義弟（妹治子の夫）である来原良蔵が切腹する（来原は同年8月、長井は翌年2月）。来原良蔵自決の報せを聞いたとき、小五郎は顔を覆って泣き、周囲の者ももらい泣きしたという。
文久2年（1862年）6月、勅使大原重徳が江戸へ赴き、勅書として
1. 将軍徳川家茂に上洛させること
2. 攘夷を実行させること
3. 徳川慶喜を将軍後見職に、松平春嶽を大老相当職（結果として新設の政事総裁職になった）に就任させること

を幕府に要請した（文久の改革）。このうち1.が小五郎の、2.が岩倉具視の、3.が島津久光の進言が基になったとされる。この勅書に応じ翌文久3年に家茂は上洛したが、このことにより天皇＞将軍という格付けがさらに印象づけられた。
これらの働きを評価され同年7月、藩の右筆役政務座副役となる。さらに京都で学習院御用掛に任命され、朝廷や諸藩を相手に外交活動を行う。
文久2年（1862年）8月、江戸に向かう道中で金谷に滞在中の薩摩藩士五代友厚を訪ね、文久の改革で江戸に滞在中の島津久光の動向を聞く。長州藩主毛利敬親は、久光が江戸に到着する前に江戸を離れ、すれ違いになったため、代わりに世子毛利元徳を久光に会わせるためである。18日に品川に到着した毛利元徳は、20日に勅使大原重徳と久光に対面したが、それ以上の進展は無く、21日に久光は江戸を発っている。
文久2年（1862年）閏8月、会津藩士秋月悌次郎に面会し、京都の事情等について情報を伝える。悌次郎からの書簡七通によると、度々会う約束を交わしたほか、複数の会津藩士を交えて小五郎の意見を聴いたこと、小五郎の意見を書面にしてほしいなどの要望が読み取れる。
- 悌次郎との問答が、牧野謙次郎の『維新伝疑史話』(1938年）にて紹介されている。「悌次郎は木戸と交友があり、江戸で攘夷の不可を論じた。木戸は『攘夷が不可能であることは分かっている。しかし藩論が攘夷と決まった今ではこれを止めることはできない』と言った。悌次郎は『旅の途中で忘れ物をしたらどうするか』と聞くと、木戸は『取りに戻る』と答えた。『ならば、攘夷も今から改めては』と悌次郎が言うと、木戸は『走っている虎に乗っている者が、そこから降りるのは危ない』と笑って答えた」

同じく閏8月、周布政之助とともに、政事総裁職になった松平春嶽に面会。幕府に攘夷実行を迫るよう伝えた。その後、横浜のイギリス商会で軍艦購入の交渉を行った。後に井上馨らが担当して購入し、壬戌丸と名付けられた。
- 長州藩の軍艦は、外国から購入した壬戌丸・癸亥丸と、恵美須ヶ鼻造船所で建造された丙辰丸・庚申丸が下関戦争に用いられた[22]。壬戌丸は四境戦争（第二次長州征伐）前に売却されたが、薩長同盟を経て購入された乙丑丸が龍馬の指揮の下で四境戦争に加わったほか、晋作が長崎で購入した丙寅丸も四境戦争に用いられた。

文久2年（1862年）9月、対馬藩士大島友之允と面談、対馬藩主宗義和に関わるお家騒動の解決の斡旋を行う。先代対馬藩主宗義章の正室慈芳院が、長州藩10代藩主毛利斉熙の娘であった縁もあり、以降幕末史において対馬藩は長州藩と深い関係を保つ。
同じく9月、横井小楠と会談。横井の開国論が戦略論であり、小五郎らの攘夷論が戦術論であることを確認しあい、基本的には一致すること（開国を目的とする攘夷論）を了解しあった。
文久3年（1863年）3月、水戸藩士吉成勇太郎らを上京させた。
同じく3月の末頃、宍戸璣（当時は山県半蔵）とともに勝海舟を訪問し、海外に関する意見を聞く。勝は「海軍興隆は、護国の大急務、後世の基本成るべし。今後れたりとて、手を下さざる時は、後また今の如く。終に興起の基立つべからず。今用に応ぜざるとも、後世の国益を思はざるは、丈夫の事にあらず」と伝えた。
同年4月下旬、対馬藩士大島友之允とともに再び勝海舟を訪問し、朝鮮問題を論じる。対馬藩は、地理的に最も朝鮮に近い位置にあり、また2年前の文久元年にロシア軍艦対馬占領事件が起きたばかりということもあり、海外情勢は切実な問題であった。勝は「当今亜細亜州中、欧羅巴人に抵抗する者なし、これ皆規模狭小、彼が遠大の策に及ばざるが故なり。今我が邦より船艦を出だし、弘く亜細亜各国の主に説き、横縦連合、共に海軍を盛大し、有無を通じ、学術を研究せずんば、彼が蹂躙を遁がるべからず。先最初、隣国朝鮮よりこれを説き、後支那に及ばんとす」と述べた。翌年の元治元年（1864年）には、大島は朝鮮進出の建白書を提出している。明治の最初期に木戸が征韓論を主張したのは、この時の論が基になっていると考えられる。
欧米への留学視察、欧米文化の吸収、その上での攘夷の実行という基本方針が長州藩開明派上層部において定着し、5月8日、長州藩から英国への秘密留学生が横浜から出帆する（日付は、山尾庸三の日記による）。この長州五傑と呼ばれる秘密留学生5名（井上馨（聞多）、伊藤博文（俊輔）、山尾庸三、井上勝、遠藤謹助）の留学が藩の公費で可能となったのは、周布政之助が留学希望の小五郎を藩中枢に引き上げ、オランダ語や英語に通じている村田蔵六（大村益次郎）を小五郎が藩中枢に引き上げ、開明派で藩中枢が形成されていたことによる。
5月12日、小五郎や高杉晋作たちのかねてからの慎重論（無謀論）にもかかわらず、朝廷からの攘夷要求を受けた幕府による攘夷決行の宣言どおりに、久坂玄瑞率いる長州軍が下関で関門海峡を通過中の外国艦船に対し攘夷戦争を始める。この戦争は、約2年間続くが、当然のことながら、破約攘夷にはつながらず、攘夷決行を命令した幕府が英米仏蘭4カ国に賠償金を支払うということで決着する。
5月、藩命により江戸から京都に上る。京都で久坂玄瑞・真木和泉たちとともに破約攘夷活動を行い、正藩合一による大政奉還および新国家建設を目指す。
文久3年（1863年）8月18日、八月十八日の政変が起こる。三条実美ら急進的な尊攘派公家と長州藩士が京都から追放された（七卿落ち）。長州藩士は京都留守居役３人を除いて在京を禁じられたが、小五郎は変名を使い京都内を潜伏しながら情報収集と長州藩復権工作を続けたものの、奏功せず一旦帰藩する。
元治元年（1864年）1月、藩命を受けて上京、対馬藩邸などに潜伏し関係諸藩（因幡、備前、筑前、水戸、津和野など14藩に及ぶ）との外交活動を続ける。同年5月、正式に京都留守居役に命じられ、藩を代表して外交活動を行う。
元治元年（1864年）6月、池田屋事件が起こる。小五郎は会合への到着が早すぎたため、一旦池田屋を出て対馬藩邸に向かったため難を逃れたという説と、池田屋より屋根を伝い逃げたという説がある。この事件により、追い詰められた過激派尊攘志士たちは慎重派の小五郎や周布・高杉らの意見を聞かず、暴発が避けられなくなってしまう。

### 禁門の変

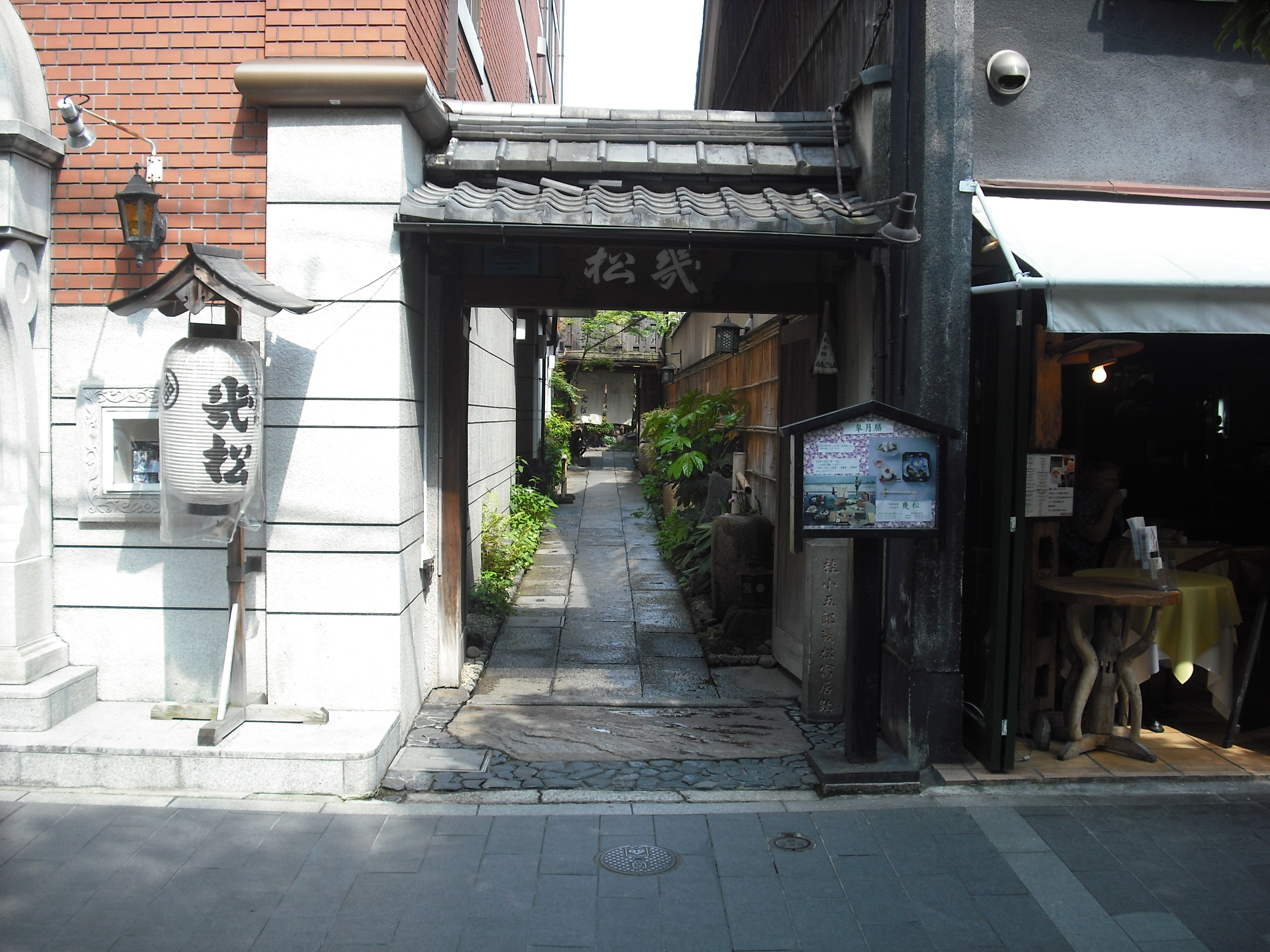
桂小五郎・幾松寓居跡（京都市）

禁門の変の際、小五郎は因州藩を説得し長州陣営に引き込もうと目論み、因州藩が警護に当たっていた猿が辻の有栖川宮邸に赴いて、同藩の尊攘派有力者である河田景与と談判する。しかし河田は時期尚早として応じず、説得を断念した小五郎は一人で孝明天皇が御所から避難するところを直訴に及ぼうと待った。しかしこれもかなわず、燃える鷹司邸を背に一人獅子奮迅の戦いで切り抜け、幾松や対馬藩士・大島友之允の助けを借りながら、潜伏生活に入る。その後会津藩などによる長州藩士の残党狩りが盛んになり、但馬の出石に潜伏する。
京都潜伏中に作ったとされる都々逸が残されている。
- 右の写真は「桂小五郎・幾松寓居跡」とされる閉店した料亭「幾松」だが、桂小五郎と名乗っていた時期に小五郎や幾松がここに住んでいた記録は確認されていない。また、明治時代になって木戸が住んでいた場所とも異なる。建物自体は、2004年9月に国の有形登録文化財へ登録されているが、小五郎や幾松との関わりが認められたわけではなく、「本館東棟 年代：江戸末期〜明治初期」「本館南棟 年代：明治中期」とあるように、建てられた年代が認められただけである。「桂小五郎・幾松寓居跡」の事実を疑う記事がニュースブログ[25][26]に掲載されたこともあり、その真偽が問われている。

### 但馬出石潜伏

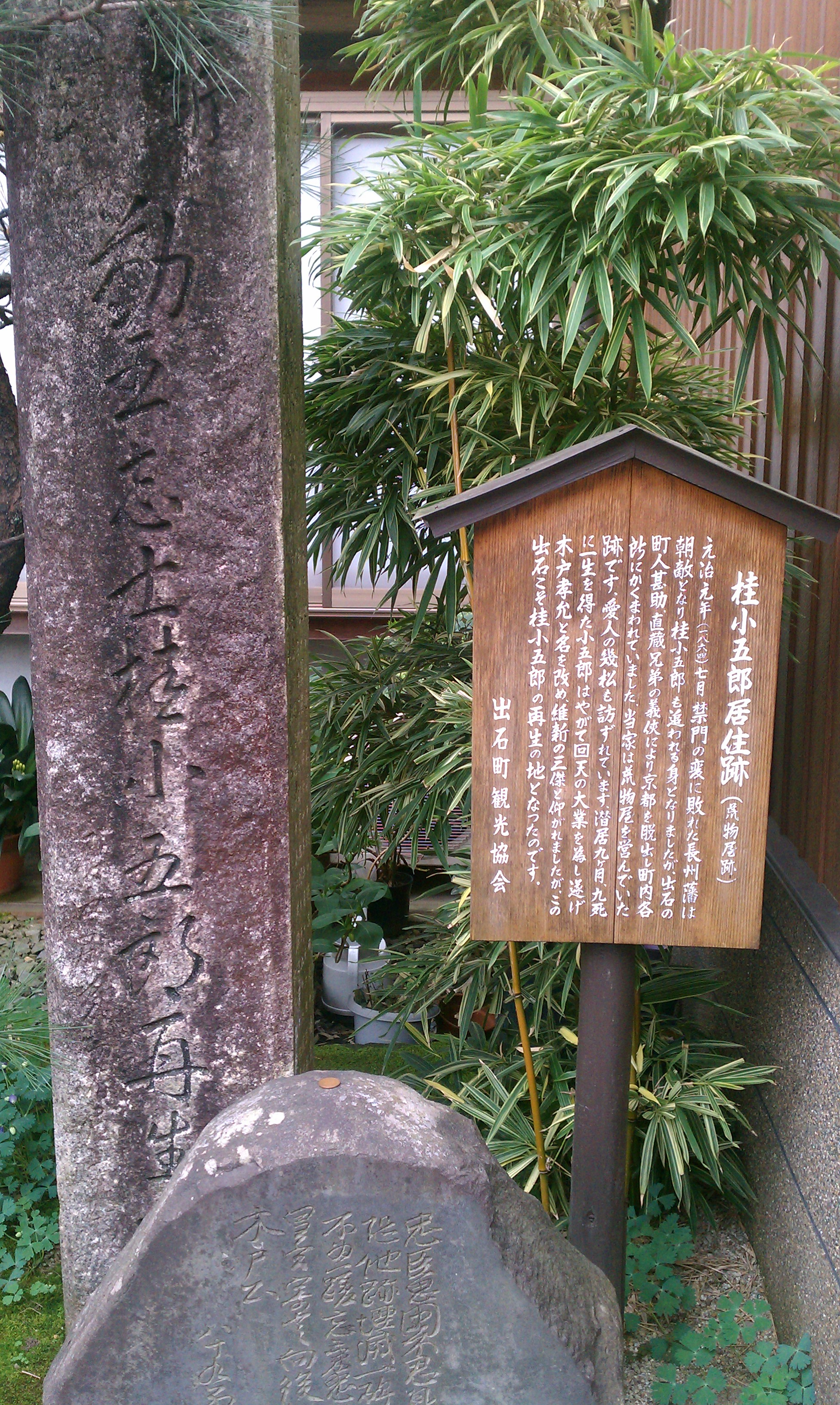
禁門の変後潜伏した、但馬出石の邸宅跡

但馬出石出身で対馬藩出入りの商人広戸甚助の協力で、小五郎は出石に逃げのびた。出石では広戸家の親戚宅や檀那寺である昌念寺や養父市の西念寺などを転々とし、さらには当時松本屋という屋号だった城崎の湯宿に年をまたいで2度潜伏している。
昌念寺に潜伏していたときに知り合った出石藩士の堀田反爾について、木戸は明治3年7月の日記に「八日朝、大久保参議来談、堀田反爾来る。但州出石藩の人、余七年前、京都戦争後、しばらく出石に潜伏す。この時最善寺に相会す。しかるといへどもその時余の長州人たるを知らざるなり」と述べている。出石での滞在中は、甚助の妹にあたる広戸すみ子が身辺の世話をし、のちに「何時も揚げ豆腐の焼いたのが、御好みであつた」と食物の嗜好について述懐している。
小五郎は、甚助を長州藩への使いに出し、大村益次郎に居場所を知らせた。小五郎の居場所は、大村のほか伊藤博文と野村靖のみが知る極秘事項とされた。高杉晋作は大村宛に「桂小の居所は、丹波にてござ候や、但馬にてござ候や、また但馬なれば何村何兵衛の所にまかりあり候や」 と手紙を書いて小五郎の居場所を尋ねている。大村や野村は、小五郎に手紙を出し、藩の内外の状況を知らせるとともに、すぐに帰藩するよう伝えている。高杉は、大村宛の手紙を認めた翌月に、下関の豪商入江和作に宛てて「そのうちちょっと但馬城崎湯に罷り越したく存じおり候」と具体的な地名を交えて伝えており、小五郎の居場所を知る人物より情報を得ていた可能性がある。
京都から下関に逃げのびていた幾松と甚助が小五郎を迎えに行ったが、道中甚助が旅費の50両を博打ですっかり使い切ってしまった上、逃亡するということがあった。残された幾松は一人、持っているものを売って旅費とし、旅を続けた。幾松が慶応元年(1865年)3月2日に出石に到着し、再会を果たした小五郎は、幾松と広戸すみ子をともなって城崎の松本屋へ移り、同21日には出石へ戻ったという。
小五郎は、慶応元年(1865年)4月8日に幾松と広戸甚助をともない、長州へ向けて出石を発ったが、同16日に甚助が大阪で捕縛されたため、弟の広戸直蔵が引き継ぐかたちで帯同した。

### 第一次長州征討
朝敵となって敗走した長州藩に対し、さらに第一次長州征討が行われようとした時点で、長州正義派は藩政権の座を降りた。不戦敗および三家老の自裁、その他の幹部の自決・処刑という対応で藩首脳部は責任を取った。国泰寺の会談において長州藩を代表した吉川経幹を前にして永井尚志は質疑をしていたが、途中で手帳を出すと名前を確認しながら「桂小五郎と高杉晋作はどこにいるのか」と尋ねた。吉川は死にましたと返答をしてこの件は処理された。
その後、長州俗論派政権が正義派の面々を徹底的に粛清し始めた。しかし、高杉晋作率いる正義派軍部が反旗を翻し、軍事クーデター（功山寺挙兵）が成功したため（元治元年(1864年)12月～元治2年(1865年)3月）、俗論派政権による政治が終わった。その後、高杉晋作・大村益次郎たちによって、出石より帰国した小五郎は長州藩の統率者として迎えられる。
- 俗論派政権が敗れ小五郎が帰国するまでの間、藩政府を支えていたのは宍戸璣や山田宇右衛門ら中立派の重役である。
- 小五郎が出石から下関に到着したのは慶応元年(1865年)4月末。その頃、俗論派は政権を退いていたものの、高杉晋作・井上聞多・伊藤俊輔は攘夷論者に命を狙われており、高杉は四国へ、井上は豊後別府へ、伊藤は下関に逃げ隠れていた。伊藤から事情を聞いた小五郎は、すぐに攘夷論者（報国隊）のリーダー野々村勘九郎（当時は泉十郎と改名）に話をつけ、刀を納めさせた。そのことにより5月に井上が、6月に高杉が長州に帰藩することができた。

後に伊藤博文は小五郎が長州に迎えられた時の様子を「山口をはじめ長州では大旱（ひどいひでり）に雲霓（雨の前触れである雲や虹）を望むごときありさまだった」と語っている。慶応元年(1865年)5月27日に政事堂内用掛国政方用談役心得となり、長州政務座に入ってからは、武備恭順の方針を実現すべく軍制改革と藩政改革に邁進する。同時期に、藩主より「木戸」の苗字を賜った。以降、この項目では木戸と称する。

### 薩長同盟
長州藩は土佐藩の土方楠左右衛門・中岡慎太郎・坂本龍馬らに斡旋されて薩摩藩と秘密裏に薩長同盟を結ぶ。木戸が復帰する以前から、大宰府に移動した三条実美らの周辺にいた中岡慎太郎らにより、幕府からの割拠を目指す薩長二藩の提携を推進する動きがあり、慶応元年（1865年）閏5月に木戸と西郷の会見が用意された。しかし，西郷が上京を急いだため実現せず、木戸は「果たして薩摩の為めに一杯喰わされたのである。もうよろしい。僕はこれから帰る」と憤慨するが（土方久元『薩長同盟実歴談』）、薩摩藩名義で銃を購入することを提案し、井上馨・伊藤博文を長崎に派遣した。井上・伊藤は小松帯刀の斡旋で、外国商人トーマス・ブレーク・グラバーから銃器を購入、井上はそのために薩摩入りも果たしている。その返礼として9月8日、毛利敬親父子は島津久光父子に宛てて親書を送り、両藩は実質的に和解した。
西郷は12月に黒田清隆を山口に派遣し、代表者の入京を求める。木戸は薩摩に入ったことのある井上を送ろうとしたが、高杉晋作や井上・伊藤は木戸に上京を求めた。諸隊の問にも薩摩への警戒心が根強く残っていたため木戸は難色を示したが、井上らの強い説得により結局木戸が代表となり、御楯隊の品川弥二郎らを伴うかたちで27日に三田尻を出港、翌慶応2年（1866年）1月7日に京都に入った。
慶応2年（1866年）1月22日に京都で薩長同盟が結ばれて以来、木戸は長州の代表として薩摩の小松帯刀・大久保利通・西郷隆盛・黒田清隆らと薩摩・長州でたびたび会談し、薩長同盟を不動のものにして行く。薩長同盟の下、長州は薩摩名義でイギリスから武器・軍艦（ユニオン号・長州藩での名前は乙丑丸）を購入した。
- 黒田は、薩長同盟の直後の2月6日に木戸らとともに山口を訪れているし（2月19日に品川と共に三田尻港を出港）、村田新八・川村純義が2月19日に山口入りし、ユニオン号事件の完全解決に向けて議論した[33]。

### 第二次長州征討
長州藩の武備恭順や大村益次郎たちによる秘密貿易を口実として、幕府側（会津藩・新撰組）は第二次長州征討（四境戦争）を強行してくる。
開戦後、木戸は英仏の両公使と馬関で会談した。フランス公使ロッシュは「長州が降伏を望むなら斡旋する」と言い、イギリス公使パークスは木戸に和議を勧めた。これに対し木戸は、「さきに攻めてきたのは幕府ですから、幕府のほうが停戦を求めてきたら考慮します」と、和議の勧告をきっぱりと拒絶した。『幕府の大軍に包囲されているにもかかわらず、この長州の代表者はいささかの弱みも見せず、毅然とした態度を崩そうとしない』『どうやらこの木戸という男に脅しは通用しない』と、長州藩の本気をパークスは悟って、以後、和議に触れることはなかったという。
薩長同盟を介した秘密貿易で武器や艦船を購入し、近代的な軍制改革が施されていた長州軍の士気は、極めて高かった。長州訪問中の坂本龍馬が感激して薩摩に「長州軍は日本最強」と手紙をしたためたほどであった。
- 初戦は手薄だった大島口への幕軍による奇襲攻撃によって開始され、珍しく慌てた木戸は小倉口の指揮官だった高杉晋作を急遽大島口に回らせる。高杉晋作艦による幕軍への艦砲射撃によって形勢が逆転し、その後は第二奇兵隊の活躍によって長州側の勝利が確定した。
- 大村益次郎が指揮官だった石州口・芸州口は、隣接する津和野藩の手引きや、広島藩の長州征討への消極的態度にも助けられ、長州側があっさり勝利を収めた。
- ことに芸州口を担当していた井上馨率いる長州軍は、幕府本陣のある広島国泰寺のすぐ近くまで押し寄せ、幕府軍だけでなく広島藩まで慌てさせた。
- 肥後軍の高みからの猛攻撃により8か月に及んでいた小倉口の戦いは、幕府側の劣勢にもかかわらず戦おうとしない幕艦・幕軍にあきれ果てた肥後軍の撤退によりあっさり幕を下ろした。

大島口・芸州口・石州口の3カ所で極めて短期間のうちに幕府軍を撃破し、残りの小倉口も高みから徹底抗戦し続けていた肥後藩士たちの戦意喪失により、長州側の勝利が確定する。この結果、浜田藩（幕府領・石見銀山含む）と小倉藩の主要部分は明治2年（1869年）の版籍奉還まで長州藩の属領となる。
木戸の代理として広沢真臣が勝海舟と宮島で停戦交渉を行っていた頃の慶応2年（1866年）8月末、木戸は下関でイギリス公使パークスらと会談していた。長州藩が四か国連合との条約に違反して、下関を要塞化していたことに対して説明するためである。イギリスの抗議は実は形式的なものに過ぎず、パークスは下関の武装は当分見逃す気でいたとされている。
- 開戦前に、「幕府側から攻撃してくるまで発砲してはならない」という長州藩内の指令に反し、南奇兵隊（第二奇兵隊）の兵らが暴発し、書記・楢崎剛十郎を殺めると、銃隊長・立石孫一郎らおよそ100人が脱走、4月9日には倉敷の幕府代官所を襲って焼き払うという事件が発生した（倉敷浅尾騒動）。この事件に対し木戸は、近隣諸藩に脱走兵の逮捕を依頼し、同時に長州藩内の規律を厳重にするよう手配した。その後、捕らえられた暴徒や脱走兵は厳刑に処され、近隣諸藩に敵意のないことを説明するなど、事後処理を厳正に行った。
  - 後に西郷隆盛は大久保への手紙の中で、この時の長州藩の対処を「長州においては此のたびの始末、余程出来候事にて、兵站を開くところから破ったところまで、間然するところござなく、此処第一の訳と考え居り候ところ十分やり応し候に付～」と評している。

### 薩摩訪問
慶応2年（1866年）10月に薩摩藩から黒田嘉右衛門（清綱）が正使として長州藩を訪れたので、その返礼の正使として同年11月、副使の河北一を伴って薩摩を訪れた。この時に、薩長間で進められていた下関に貿易商社を設立する計画について、正式に破談を告げた。その原因は関門海峡を閉鎖するか（薩摩側）否か（長州側）の主張の違いにあるとされている。
この時の薩摩入りの心境を、入薩詩「東天雲雨悪 西海屡揚波 一舸不避険 逆風入薩摩」と詠んでいる。

### 四侯会議・朝敵からの赦免・小御所会議・戊辰戦争
慶応2年（1866年）9月に長州征討の停戦合意が成立したものの、長州藩は朝敵とされたままだった。慶応3年（1867年）5月に四侯会議が開催され、長州問題と兵庫開港問題が論じられたが、最終的には兵庫開港および長州寛典論（藩主毛利敬親が世子広封へ家督を譲り、十万石削封を撤回、父子の官位を旧に復す）が奏請され、明治天皇の勅許を得ることが決定した。これを受け、同年12月8日に二条斉敬が主催した朝議にて毛利敬親・定広父子の官位復旧が決定し、長州は朝敵を赦免された。
翌12月9日に開かれた小御所会議により新政府が成立し、明くる年の慶応4年＝明治元年（1868年）1月25日、木戸が総裁局顧問に拝命され、明治新政府の最初期のかじ取りを任されることになる。
戊辰戦争においては、徳川慶喜個人に対しても厳罰を要求（とされるが処刑・刑死を主張したわけではない）、江戸総攻撃に関しては「巣穴（江戸城）の駆逐が急務であり、戦争を以てしか新国家の礎は成り立たない」と発言し、江戸総攻撃は必須であると主張した。江戸開城後の徳川家に対する処置としては、急ぎ徳川処分を確定させようとする大総督府に対し、処分は旧幕府の抵抗勢力を駆逐した後に決めればよいと主張し、石高はなるべく減ずるようにし（当初東征大総督府（西郷隆盛）が出していた徳川家に１００万石程度を与えるという案に対しては、「百万石余とは余程の御寛大」と述べ反対の姿勢を示した）、多くても尾張藩６２万石の少し上を限度とすべき（どうしても不足なら田安慶頼に別に２０万石与える）と主張した。会津藩に対しても、「会津藩を討伐しなければ新政府は成り立たない」と大久保に述べるなど厳格な姿勢を示した。
- 会津戦争前にこのような主張をしたために、戦後の松平容保処分についても厳罰論を主張したとされることもあるが、創作作品による誤解である。長州藩軍は北越の戦いで進軍が遅れたため、会津戦争では戦闘を行なっておらず、また占領統治を指揮する立場でもなかった（実際に主導したのは板垣退助ら）。同じ理由で、長州藩軍が会津で残虐な行為をしたという説も創作である。主君の代わりに家老格が刑死されることは当時の武家の間では一般的であり、第一次長州征討の時の長州藩の三家老（国司親相、益田親施、福原元僴）と同様、会津戦争の処分では会津藩家老の萱野長修が切腹した。
  - 一方で、榎本武揚には厳罰論を主張した[36]。
  - 徳川慶喜に対しては、松菊木戸公伝上巻944-6によると、長州処分が寛大になった例を上げて徳川家の処分も寛大にという意見に対し、毛利には正当性があったが幕府にはなかったとして、徳川慶喜の罪状を列挙して慶喜（徳川家）を非難し、厳罰（処刑・刑死ではない）を求めている。一方松平春嶽は「西郷と木戸だけが慶喜宥免の論をとなえ、勝海舟の嘆願をいれて水戸に身柄を預けるべきであると言った」「（慶喜が）滅死一等に御内決になりし（＝死罪を免れたの）は、西郷、木戸の功なりといふ」と主張した[37]。後述の徳川慶喜出兵計画の項目も参照。

### 明治政府における働き

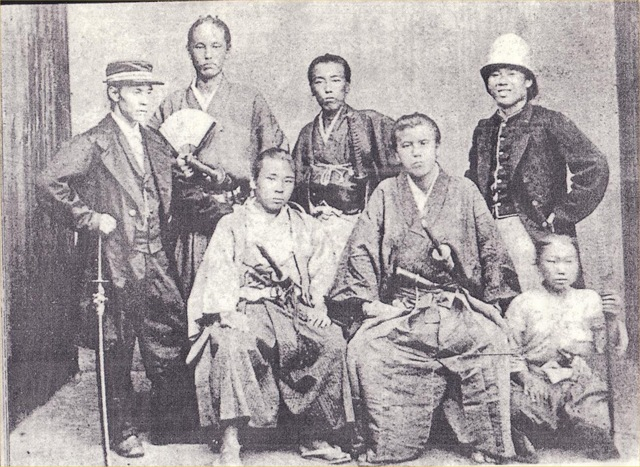
木戸孝允（前列中央）と伊藤博文（後列右端）ら。明治3年（1870年）撮影。

明治新政府にあっては、右大臣の岩倉具視からもその政治的識見の高さを買われ、明治元年（1868年）1月にただ一人総裁局顧問専任となり、庶政全般の実質的な最終決定責任者となる。太政官制度の改革後、外国事務掛・参与・参議・文部卿などを兼務していく。
明治元年（1868年）以来、数々の開明的な建言と政策実行を率先して行い続ける。五箇条の御誓文、マスコミの発達推進、封建的風習の廃止、版籍奉還・廃藩置県、人材優先主義、四民平等、憲法制定と三権分立の確立、二院制の確立、資本主義の弊害に対する修正・反対、教育の充実、法治主義の確立などを提言し、明治政府に実施させた。
なお、軍人の閣僚への登用禁止、民主的地方警察、民主的裁判制度など極めて現代的かつ開明的な建言を、その当時に行っている。

#### 五箇条の御誓文
国の基本方針である国是を明確にすることは、新政府発足当時からの重要事項だった。政府内では由利公正と福岡孝弟が条文を作成し、検討と修正を重ね、岩倉具視に提出を繰り返している。総裁局顧問に任官した木戸は、慶応4年3月に建言書を提出して、内容の具体化の急務を説いた。第一段階として由利が、第二段階として福岡が作成していた案を、木戸が最終的に修正したものが、同年3月14日に布告された五箇条の御誓文である。
以下がその内容となる。
- 広く会議を興し、万機公論に決すべし
- 上下心を一にして、さかんに経綸を行うべし
- 官武一途庶民に至るまで、各々その志を遂げ、人心をして倦まざらしめんことを要す
- 旧来の陋習を破り、天地の公道に基づくべし
- 智識を世界に求め、大いに皇基を振起すべし
- 勅語 我が国未曾有の変革を為んとし、朕、躬を以て衆に先んじ天地神明に誓い、大にこの国是を定め、万民保全の道を立んとす。衆またこの旨趣に基き協心努力せよ
- 木戸は福岡孝弟の当初案から、第一条の「列侯会議を興し」を「廣ク會議ヲ興シ（広く会議を起こし）」に改めた。
- 福岡案の「人心をして倦まざしむるを要す」（第3条）という言葉遣いをより洗練された表現「人心ヲシテ倦マサラシメン事ヲ要ス」に修正した。ただし前半の「官武一途庶民ニ至ル迄、各其志ヲ遂ケ」という表現は福岡孝弟独自の表現をそのまま尊重している。
- 第四条「舊來ノ陋習ヲ破リ、天地ノ公道ニ基クヘシ（旧来の陋習を破り、天地の公道に基づくべし）」を新たに挿入させた。「天地の公道」とは、普遍的な自然の摂理に基づく人の道を指しているものと解される。
- 「知識ヲ世界ニ求メ、大ニ皇基ヲ振起スヘシ」を最後の第五条に持って来て、「日本人は世界人となって、大いに国民的基盤を整備しなければならない」という明治維新の最重要課題を国民全員に印象付けることに留意する。
- 五箇条に続く勅語を新たに挿入している。

五箇条の御誓文の布告の翌日には、億兆安撫国威宣揚の御宸翰が告示され、木戸はその起草も行った。

#### 東京奠都
慶応4年（1868年）7月17日に発せられた江戸ヲ称シテ東京ト為スノ詔書おいて、木戸は岩倉が作成した草案をもとに起草・監修にあたり、天皇が江戸で政務を執ることを宣言し地名も江戸から東京に改められた。9月8日、慶応が明治に改元された。9月20日、天皇が京都を出発して東京に行幸し、木戸も随行している。
- その経路は徳川家の新領地駿府を通ることになっていた。側近は不測の事態を恐れ経路を変更したがったが，木戸は「その罪をもう許しているにもかかわらずその人を疑うことは王者のとるべき態度ではない」と，徳川家達(徳川家当主、当時数えで6歳)に宿所の守衛を命じた。駿府の旧幕臣は感激し服従した。

#### 徳川慶喜出兵計画
明治元年（1868年）10月に箱館五稜郭が榎本武揚等の旧幕勢力に占領された報せを受け、その対策として大久保利通が「徳川軍を派遣して、停戦交渉させよう」と提案し、木戸が「現徳川家当主の徳川家達は幼い（当時6歳）ので、代わりに謹慎中の徳川慶喜を派遣しよう」と応じた。慶喜に手柄をたてさせることで、罪を許す名目にしたいという考えである。木戸は大村益次郎と相談の上、岩倉具視を通じて慶喜の後見人勝海舟に慶喜を説得させることにし、勝もそれを引き受けることにしたが、結局三条実美の猛烈な反対で立ち消えとなった。

#### 版籍奉還
慶応3年(1867年)12月、第二次長州征討で長州藩が占領していた豊前・石見を朝廷に返還するよう藩に提案した。長州藩は、慶応4年1月に豊前・石見の返上願を出し、それをうけた新政府は、長州藩の預地とするよう指示した。
木戸は、まだ戊辰戦争の最中で江戸開城の2か月ほど前の慶応4年（1868年）2月、三条実美、岩倉具視に版籍奉還の建白書を提出し、今後の日本の建設について、「700年来の封建性を解体し、全国300の藩主にその土地・人民を朝廷に還納させ、今後は日本の名義がどこにあるのかはっきりさせなければならない。実に天下の体勢は元亀・天正（戦国時代）にあらず。現在の朝廷及び各藩の情勢を察するに、わずかに兵力の強弱のみを各自うかがい、朝廷は自ら薩長に傾き、薩長はまたその兵力に傾き、その他の藩もまた概ね似たようなものであり、この混乱の拡大を終わらせなければ、実権が新政府に落ち着くことにはならない。元々、この国には国内の各藩それぞれに兵力、体制、政令・刑罰があり、混乱が起こりえる可能性があった。朝廷は日本の名義をもって、全国に号令をかけ、その国内を一つにまとめ上げることに勤めなければならない。」と訴え、国のあり方を示した。しかし、三条も岩倉も時期尚早としてこの時点では賛成しなかった。
同年閏4月、小松帯刀へ送った手紙に「革命の基礎を据わらせるには戦争より良法はない。太平は血をもって買い求めるしかない。」と書いてある。
版籍奉還が実施されれば、主君（藩主）と家臣（藩士）の主従関係が形式上は否定され、両者は同じ朝廷の臣民になる。同年閏4月と7月に、木戸は長州藩主毛利敬親に版籍奉還について説得にあたり、敬親は理解を示して同意した。同年9月18日、木戸は大久保利通と極秘裏に会談し、版籍奉還の実施について大久保と薩摩藩の協力を要請、大久保は「一緒尽力」を承諾した。さらに木戸は山内容堂と会談して土佐藩の同意を取り付け、大久保の奔走により薩摩藩も同意、これに佐賀藩も同調し、明治2年（1869年）1月20日、薩長土肥四藩の藩主連署による「版籍奉還の上表」が提出された。その後、大半の諸藩が同様に版籍奉還の上表を提出した。
この時点では、旧藩主がそのまま知藩事として任命された形となり、兵力と徴税の権限が依然として旧藩主の元にあり、木戸の念願である郡県制の実現は廃藩置県を待たねばならなかった。また、当初の廟議案では知藩事は世襲とする旨の文案であったが、木戸はこれに反対し、「世襲」の2字は削除された。

#### 兵制論争と官制改革
版籍奉還においては一致協力した木戸と大久保であったが、明治2年（1869年）になると両者は政治的路線の違いで対立した。大村益次郎、井上馨、陸奥宗光、大隈重信ら開化派の官僚を登用して、兵制改革や官制改革など封建制の解体を目指す木戸に対し、大久保は副島種臣らと共に保守的な慎重論を唱えた。両派は兵制改革において対立し、徴兵制による国民皆兵を唱える大村に対して薩長を中心にした士族兵の必要性を唱える大久保が反発した。その最中に大村益次郎の暗殺が起き、木戸は国民皆兵論を通し切ることが出来なくなり、薩長土三藩による御親兵が設置された。
同年7月8日に発表された新官制においても、両者の対立は表面化した。職員令によって待詔院学士に木戸・大久保・板垣の三名が任じられたが、木戸はそれを固辞した。大久保は君主の補佐という権限を持たない参議の代わりに、待詔院学士という役職を設置した。待詔院学士は天皇を直接に補佐する左・右大臣から諮詢を受けることが出来る。ともすれば両大臣を飛び越える形で天皇へ影響を与えうる役職を、木戸は自らの政治理念上、よしと判断しなかった。大久保は待詔院に出仕しながら、木戸を同職に就けようとしたが、木戸は固辞し続けた。

#### 奇兵隊脱隊騒動の鎮圧
明治2年（1869年）11月、旧諸隊士1200人が脱隊騒動を起こした。翌明治3年（1870年）1月、脱隊した旧諸隊士たちは、大森県（現・島根県の石見地方と隠岐諸島）を管轄する浜田裁判所を襲撃。1月24日には山口藩議事館（現・山口県庁舎の前身）を包囲して、交戦した旧干城隊を撃破し、付近の農民一揆も合流した結果、山口藩議事館が1800人規模で包囲され続けるという事態となった。 この事態を治めるため、木戸は毛利元徳知藩事から依頼されて山口藩正規軍による討伐軍を指揮し、鎮圧した。騒動を起こした者のうち、農商出身者約1300名は帰郷が許され、功労者と認められた約600名には扶持米1人半が支給された。一方首謀者の長島義輔ら35名が処刑された。

#### 廃藩置県
明治4年（1871年）7月9日、木戸邸に大久保利通、西郷隆盛の他に、西郷従道、大山巌、山県有朋、井上馨らの薩長要人が集まり、廃藩置県断行の密議が行われた。この密議は、三条実美と岩倉具視にすら知らされていなかった。西郷と大久保、そして木戸の3人はそれぞれに政見は異なっていたが、この廃藩置県断行については一致協力を見た。この席上、井上は西郷隆盛に「反対する者は、どこまでも御親兵となって討伐してしまわねばならない」と要求し、西郷はそれを承諾した。
そして7月14日、在京の知藩事が皇居に召集され、廃藩置県の詔が下った。これによって旧藩主であった知藩事は失職して県令が任命され、封建制度を支えてきた領主による土地支配は廃止されることになった。

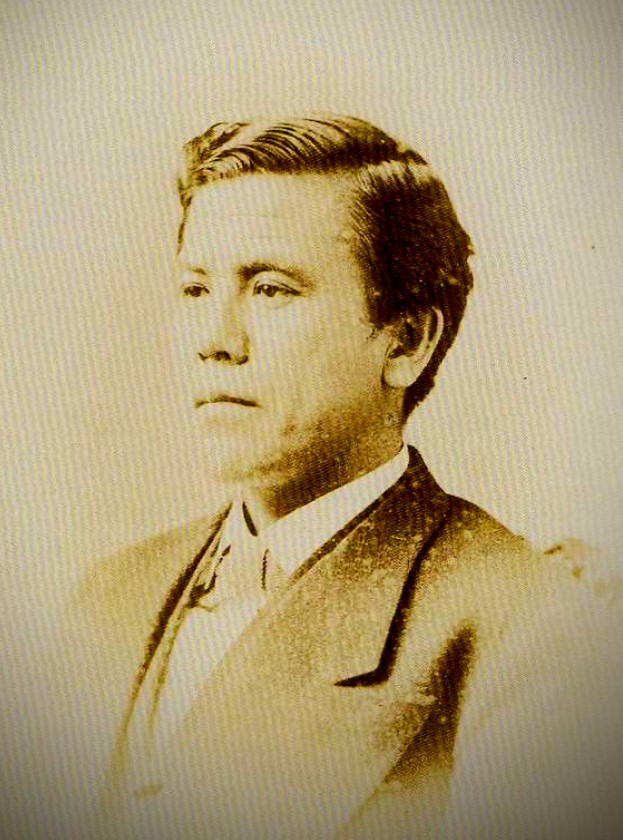
木戸孝允

#### 参議内閣制の確立と崩壊
明治政府草創期の朝令暮改や百家争鳴状態を解消するため、廃藩置県の断行を控えた明治4年6月、西郷隆盛・大久保利通・岩倉具視・三条実美らから、木戸がただ1人の参議となるように求められる。「命令一途」の効率的な体制を構築するよう懇請されたわけであるが、リベラルな合議制を重んじる木戸は、これを固辞し続ける。大久保による妥協案により、木戸は、西郷と同時に参議になることを了承するが、翌7月には、政務に疎い西郷を補うためという口実で、肥前の大隈重信を参議入りさせることを西郷に提案し、西郷も「それでは土佐の板垣退助も参議にすべきだ」と応じ、薩長土肥1人ずつの参議内閣制が確立される。しかしこの体制は、それを打ち立てた木戸自身が海外視察の全権副使として留守にしたため、長くは続かなかった。
海外視察組（岩倉・木戸・大久保・伊藤たち）と留守政府組（三条・西郷・江藤・大隈・板垣たち）との間には、「海外視察が終わるまで、郵送文書での合意なくして明治政府の主要な体制・人事を変更しない」という約束が交わされていた。それを留守政府が大きく反故にしていた。また、留守政府による征韓論の方針は、海外視察組には到底承伏し難い暴挙にしか見えなかった。
木戸は海外視察へ出かけていたただ1人の参議であり、帰朝後、原因不明の脳発作のような持病が一気に再発・悪化し始めた。持病のためか、木戸は以後、本格的に明治政府を取り仕切れなくなった。

#### 岩倉使節団とその影響 ・征台論反対と辞職/下野
木戸は、幕末以来の宿願である開国・破約攘夷つまり不平等条約の撤廃と対等条約締結のため、岩倉使節団の全権副使として欧米を回覧し、予備交渉と欧米視察を進め、欧米の進んだ文化だけでなく、アヘン常用者や悲惨な貧困窟が存在するイギリス、フランスの労働者街の困難、ロシア農村の窮状など、資本主義の不完全性や危険性をも洞察して帰国した。また、それまでの市民革命的な立場を改め、資本主義の全面展開に疑問を持つようになる。
しかし、欧米と日本との彼我の国力の差ははなはだしかった。かつての征韓論などは引っ込めて、内治優先の必要性を痛切に感じ、憲法の制定、二院制議会の設置を積極的に訴え、国民教育の充実に積極的に取り組んだ。後に文部卿に自ら就任したのは、国民教育を充実させることを目指したものであった。
- 欧州滞在中の明治5年（1872年）、ドイツ滞在中の青木周蔵に対し、木戸は憲法草案の作成を命じた。青木はプロイセン憲法を参考としたうえで日本の国情に鑑み「大日本政規」と題する憲法草案、および憲法制定の理由書を起草した。翌年7月、木戸は上記理由書に基づく「憲法制定の建言書」を政府に提出し、さらに木戸系の新聞『新聞雑誌』150号にもこれを掲載した[38]。

西郷らが主張する征韓論や、大隈重信や西郷従道らが主張する台湾出兵には一貫して反対し、またあくまで農民を不公正な税制と重税から解放するために積極的に推し進めた地租改正や、武士の特権を廃止し彼らの新たな生活が立ちゆくよう構想された秩禄処分が、それぞれ逆効果となる形で実行された時には、これに激しく反発した。そして、台湾出兵が決定された明治7年（1874年）5月には、これに抗議して参議を辞職している。
- 帰国直後の明治6年（1873年）、乗車していた馬車が転倒して頭を強く打ち、以降木戸は常に頭痛に悩み、下肢に不自由を抱えた。この時に脳挫傷を負ったと考えられる。

- 帰国後、司法省と長州閥の対立によって膠着化した小野組転籍事件の解決のため、元長州藩士で京都府大参事の槇村正直や、元公卿で初代京都府知事の長谷信篤らを説得して罪を受けさせ、事態を収拾した。槇村は明治8年に京都府知事になり、大参事時代から引き続き元会津藩士山本覚馬（明治3年より京都府に出仕）と共に、東京奠都により人口が減少し荒廃した京都の復興に尽力した。

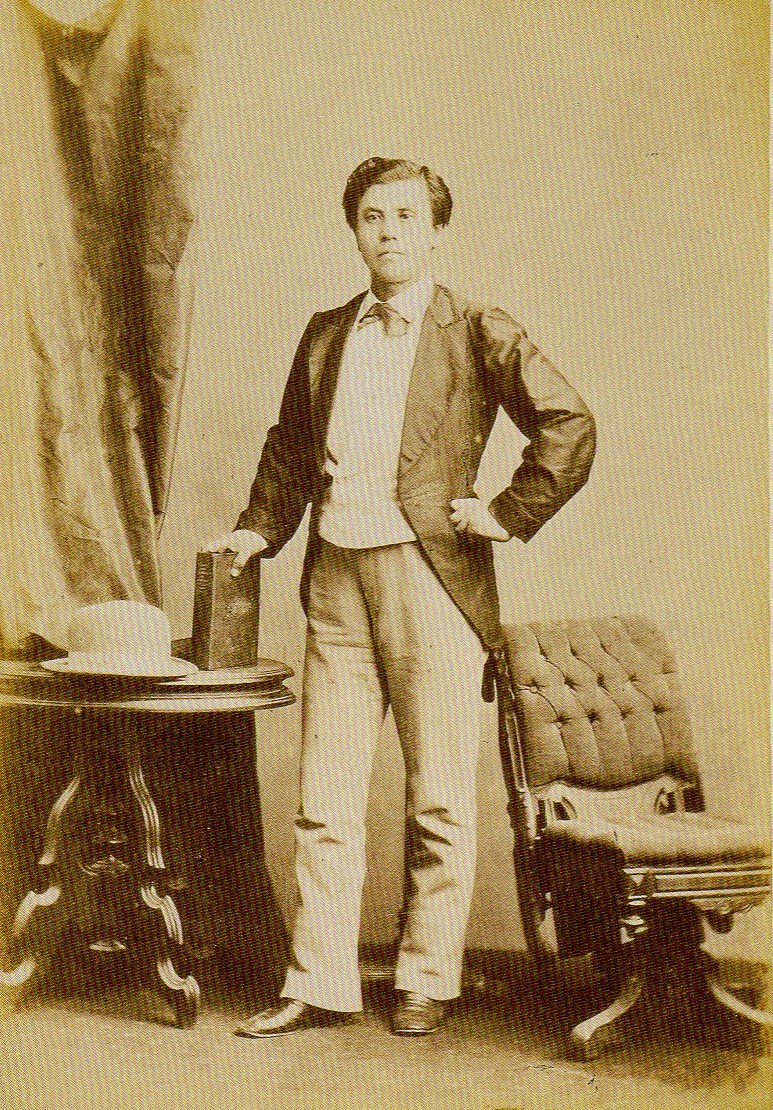
木戸孝允

#### 大阪会議・立憲政体漸立

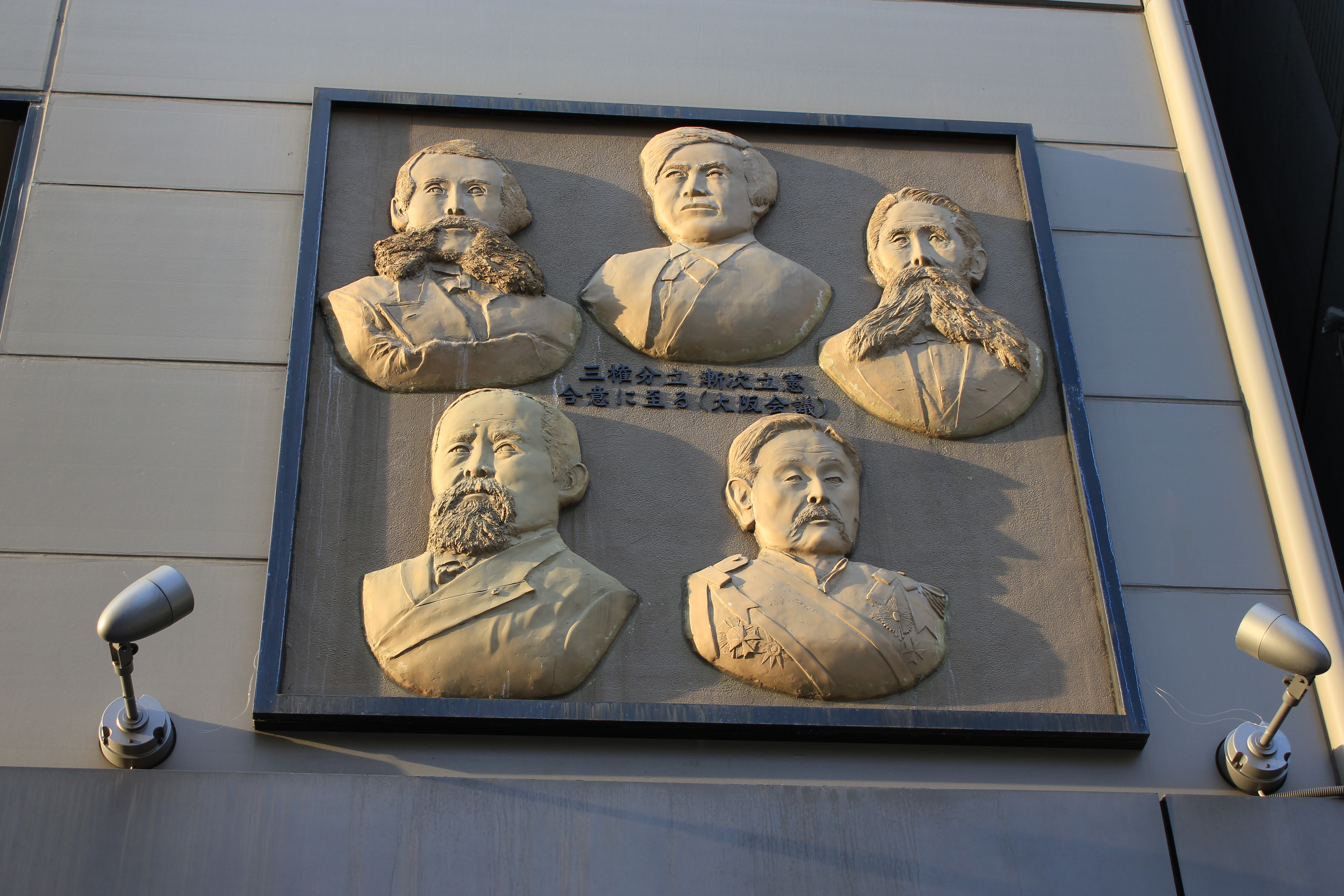
大阪会議開催の地にあるレリーフ。上中央に木戸孝允

木戸を明治政府に取り戻したい大久保利通・伊藤博文・井上馨らは、明治8年（1875年）2月、大阪会議に招待する。板垣もこれに加わり、木戸と板垣は、立憲政体樹立・三権分立・二院制議会確立を条件として参議復帰を受け入れ、ただちに立憲政体の詔書が発布される。議会（立法）については元老院・地方官会議が設けられ、上下の両院に模された。司法については現在の最高裁判所に相当する大審院が新たに設立されることとなった。
急進論を廃して漸進的に改革を行うことを木戸と約束していた板垣だが、明治8年3月に参議に復帰すると政府内外の民権派を味方につけ、急進的な改革を主張するようになった。さらに板垣は、守旧派の島津久光左大臣と共同して、参議と各省の卿を分離するよう主張した。木戸はもともと分離主義ではあったが、現状での実行を不可と考え大久保らの分離中止派についたため、板垣・島津の主張は退けられ、同年10月板垣・島津は辞職した（大阪会議#大阪会議体制の崩壊）。この騒動により木戸は、民権派からは裏切り者と批判され、大久保らからは板垣を引き込み問題を起こしたと批判された。この状況を心配した福沢諭吉が木戸を訪ね、「参議をお辞めになったほうが良い。これ以上職にとどまっておられても衆人の恨みを買うだけです」と提言した。木戸と福沢は、岩倉使節団の帰国後に知り合い、篤く親交していた。
明治9年3月、参議の辞任は受け入れられたが、新たに内閣顧問を命じられた。同年4月14日、明治天皇が木戸の別邸を訪れた際、木戸ら輔弼の功に言及し、「朕ここに親臨し、ともに歓をつくすをよろこぶ」という言葉を賜った。士族の家への臨幸はこれが初めてとされる。

#### 地方官会議
明治元年（1868年）の集議所、翌2年（1869年）の公議所など、木戸自身の開明的な方針で国会の下院に相当するものを実際に構成し、機能させようとする努力は当初からなされてはいた。しかし、江戸時代の封建意識そのままの各地の不平士族たちを出仕させ、自由に発言させただけでは、維新の方針とも現実的な可能性とも乖離し過ぎており、大久保らをして「廃止すべし」と断言させるほどに、時期尚早かつ、ほとんど非現実的で無意味なものであった。また、これらの会議は「廃刀令」「四民平等」以前に行われたため、薩長土肥以外の、特権を奪われまいとする武士たちの不満の発散所でしかなかった。
このため、現在の国会の衆議院に相当するようなものを模索し続け、その必要性を訴え続けて来た木戸自身が、環境を整備し、タイミングを見計らった上で、第1回の地方官会議（明治8年1875年6月20日 - 7月17日）を、自ら議長として挙行した。このとき採択された5法案は、地方警察、地方民会など地方自治の確立を促進する法案であるが、いずれもそのままの形では実施されなかった。

#### 不平士族の反乱への対応
明治6年（1873年）9月21日（11月10日）、大久保利通により内務省が設立された際には、「あまりにも強大で、強力な権限を持ちすぎる」として、内務省設立を主導した大久保を批判していたが、明治7年（1874年）2月に佐賀の乱が勃発すると、木戸は大久保の代理として内務卿を引き受け、三条実美太政大臣から司法・軍事の全権を委ねられた大久保が佐賀に行き対処した。以降木戸は、士族反乱に対抗するには、太政官による警察力の強化と中央集権の徹底が必要として、内務省による積極的な士族反乱への対処と、さながら独立国化していた鹿児島県に、薩摩藩出身者以外からの県令を派遣することや、鹿児島県を太政官の方針に従わせることを要求するようになる。
なお、木戸のお膝元の山口県で、明治9年（1876年）10月に勃発した萩の乱では、反乱の首謀者たる前原一誠（かつて徴兵令を巡って木戸と対立した経緯がある）を、萩の臨時裁判所での審理を経て極刑にしている。木戸が前原の処刑を強く主張したと当時の新聞で報道されたが、それは木戸の本意ではないと木戸日記に記している。「読売新聞と曙新聞が偽りの説で私の姓名を出して、私の平生の思考と反対のこと、私たちが強引に前原たちを厳罰に処することを論じたなどと（掲載した）。私はいつも、故国（＝山口）の者が道を誤って不良の徒に扇動されることを憂いて数年来苦心してきたがうまくいかず、前原にも何度も忠告したが、故国がこのような困難なことになって耐えられないが、この際に彼らを厳罰になどとは、私は死んでも言えない　（新聞を）一読して堪らず歎いた」　木戸の抗議を受け、両新聞は訂正記事を出した。

#### 地租改正反対一揆への対応
明治9年12月、士族反乱と地租改正反対一揆に関して木戸は政府に意見書を提出し、「地租改正は急激にすすめるべきではなく各地方の実情に則してすすめるべきである。人民が困窮しないように税を軽減し、政府は不急の建築などを止めて支出を抑えること。政府はその権限を地方に分与し会計も別にすること。民費（町村の維持のため町村民が負担した諸経費）について町や村ごとに住民による協議会をもち、その民意を聞くべきだ。民費の負担は各地方の民力に従うしかなく、政府が一定の数目をもって之を推せば必ず堪える者が出る。華士族については、将来の生活が成り立つように配慮すること。法律をもち出し人民を束縛するのはさけるべきだ。法は人民あって生み出されるもので、法があって人民があるわけではなく、何でも杓子定規に決めてよいものではない。政府は各県の強弱によってその政策を違えてはならず、公平を旨とすること（鹿児島県では特別に地租改正も廃刀令も行われず、秩禄処分については他県より有利な条件だった）」を訴えた。
地租改正により土地の私的所有が認められ、土地が個人の財産として流通や担保の対象として扱われるようになった。これにより農民は他の土地を手に入れ農地を拡大することができたし、逆に売り払い他の職業に就くこともできた。土地所有者は金銭によって税金を支払う義務が課せられた。貧しい農民には重い負担であり、年貢と違って農産物を市場に出し金銭に換えその金銭で税金を払うことになじまなかった。仲介するものに金銭をだましとられることがあった。貧しい農民は寄生地主など裕福な者に土地を売りわたし小作人になっていった。さらに寄生地主の中には質屋などの金融業を兼業し、小作人に金銭の貸付を行っていた。これにより農村内での貧富の差はいっそう拡大した。資本主義の弊害であった。この意見書はそんな背景をもっていた。意見書を受けて大久保は税の低減を決定し、明治10年1月、地租は地価の3%から2.5%に、地方税は地租の３分の１から５分の１に減じられることとなった。すなわち、地租と地方税合わせて地価の4%から3%になり、地主農民が納める税金は低減前の４分の３（75%）になった。

#### 明治天皇巡幸に随行
明治天皇は、明治5年（1872年）の九州・西国巡幸（西郷隆盛が随行）以降、9年（奥羽・函館巡幸）、11年（北陸・東海道巡幸）、13年（山梨・三重・京都巡幸）、14年（北海道・秋田・山形巡幸）、18年（山口・広島・岡山巡幸）と6回巡幸を行っているが（六大巡幸）、木戸は明治9年の奥羽・函館巡幸に随行した。
その道中、日光についた明治9年(1876年)6月6日、日光の輪王寺（当時は旧称の満願寺、「日光の社寺」として世界遺産に登録されている）の三仏堂の保存を訴える町民の嘆願をうけた。木戸は翌日、天皇に供奉して東照宮神殿や宝物を見学。「堂宇は実に本邦無類の壮観なり」との感慨を抱いている。日光町民は、廃仏毀釈による三仏堂の縮小移転などによって、それが日光全体の衰退につながることを危惧していたのである。木戸は、この町民の訴えに共鳴し、内務大丞品川弥二郎に三仏堂取り壊しの中止に尽力するように求めた。そして木戸は、帰京後も尽力を重ね、鍋島幹日光県令に対し「三仏堂旧観のままを不変」に移転するように伝え下賜金を手渡している。同年12月には満願寺が東照宮内の護摩堂と輪蔵の据え置きを願い出て、栃木県から認められた。（木戸の死後の）明治12年7月には三仏堂が旧観のままに移築されて輪王寺の本堂となり、日光の壮観が、日光町民の願いをうけて維持されることになった。
明治天皇が国体についてお尋ねられた時、木戸は「むかし天皇はその権力を外戚である藤原氏に，その後武家にゆだねた。この事は国の中のことで皇統の連続に支障はなかった。いま世界の国々は富強を争っている。このときに国の中心が定まらなければ政権が外国に奪われとりかえしがつかないことになる。このことを防ぐのががわたしの責務と日々自分を叱咤しているところです」と答えたとされる。
同じく明治9年8月、宮内省出仕を拝命し、明治天皇や皇室、華士族に関わる仕事に取り組んだ。

### 西南戦争と最期

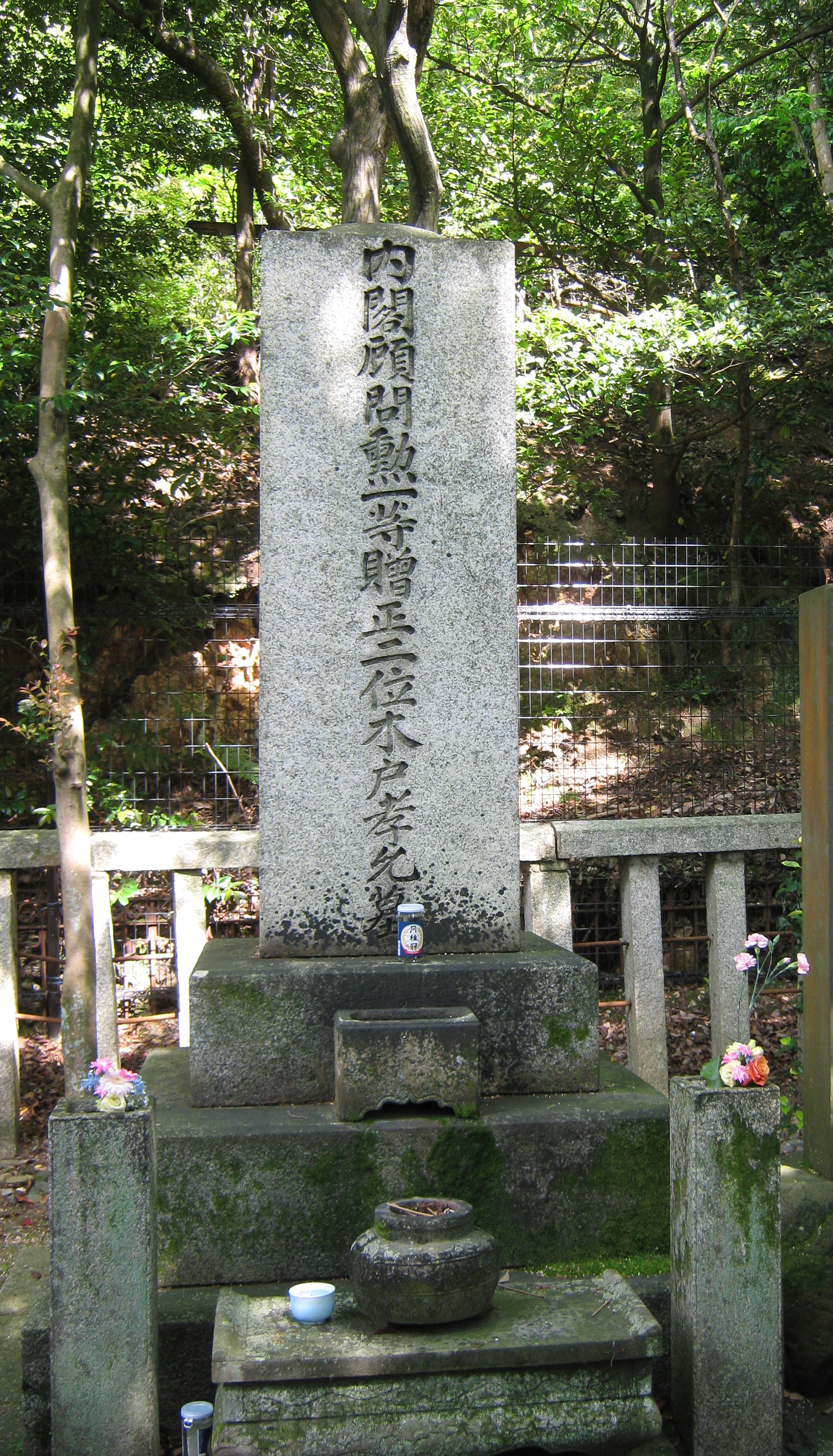
木戸孝允の墓、霊山護国神社、京都市左京区

明治10年（1877年）2月に西南戦争が勃発すると、かねてより西郷と旧態依然の鹿児島県（旧薩摩藩）を批判していた木戸は、すぐさま西郷軍征討の任にあたりたいと希望した。また大久保利通は、西郷への鎮撫使として勅使の派遣を希望したが、伊藤博文はこれらに反対した。その後、西郷軍征討のために、有栖川宮熾仁親王を鹿児島県逆徒征討総督（総司令官）に任じ、国軍が出動、木戸は明治天皇とともに京都へ出張する。
ところが、かねてから重症化していた木戸の病気（大腸がんの肝臓転移）が悪化した。明治天皇の見舞いも受けるが、5月26日、京都の別邸で朦朧状態の中、「西郷もいいかげんにしないか」と明治政府と西郷の両方を案じる言葉を発したのを最後に、木戸はこの世を去った。享年45（満43歳没）。
墓所は多くの勤皇志士たちと同じく、京都霊山護国神社にある。墓碑銘は明治29年（1896年）に川田甕江が死去したときには未だ完成をしておらず、それを知った三島中洲が慌てて未完の部分を継ぎ足して完成させたといわれている。
また、長州正義派政権時代に山口の居宅だった場所（山口市糸米（））に木戸神社がある。
明治11年（1878年）5月23日、明治天皇の特旨により、木戸家は大久保利通の大久保家とともに華族に列した。華族令公布以前に華族に列した元勲の家系は、木戸家・大久保家・広沢家（広沢真臣家）の三家のみである。木戸家の当主となっていた養子木戸正二郎は明治17年の華族令公布の際に侯爵に叙された。

## 人物・逸話
- 身長五尺八寸（174cm）
- 江戸に着いてからの小五郎には国元の和田家と桂家からの送金があり、彼はその包みを無造作に（藩邸、もしくは練兵館の）大部屋の棚に放り上げていた。それが紛失して包み紙だけが残されたとき、小五郎は平気で「鼠が引いていったのじゃろう」と言った。金の必要な男が持って行くなら仕方がないと、ごく自然に思っていたようである。
- 小五郎が真剣を用いた数少ない記録としては、『木戸松菊遺芳集』（廣戸正藏著 昭和7年（1932年）6月発行 出石郡教育會出版）に、小五郎の従者であった廣戸直藏が小五郎本人から聞いた話として、文久3年（1863年）に京の四条通において捕吏を1人切り捨てたとある。この逸話の信憑性について村松剛は『醒めた炎』の文中で「つまらない法螺を吹く性癖は小五郎にはなく、また廣戸直藏の回想はおおむね正確なので、これは事実譚と受け取ってよいかもしれない。本当とすれば、神道無念流の教えに忠実だった小五郎が珍しく、其の禁を破ったことになる」と書いている。ただ、同時に村松は廣戸直藏の作り話という可能性も指摘している。
- 維新後、「大業を成すまでに、幾回となく死生の間に出入りせられたるならんが、その中にて最も危険なりしと思召さること何事なりしや」の問いに「我ながら実に危かりしと思い、今に至るまで忘るること能はざるは、維新前池田屋騒動の一件是なり」と答えている[45]。
- 他人に住所を尋ねたときは、必ず筆記して記録していた[46]。
- 後輩に対して、非常に親切であった。木戸の家では、彼の在宅日には10人位が集まって夜食をとるが、その時はさまざまな料理が提供されていたと有地品之允が回想している[46]。
- 立場に拘らず、目下の者の家を気軽に訪ねる一面があった。
  - 有地品之允が永田町に住んでいた頃、木戸が彼の家を訪れた際には、有地だけでなく彼の家族とも面会した。ある日、木戸が有地家を訪れた際に有地の継母が歯痛のため面会が出来なかったため、木戸はすぐに歯医者を差し向けたという[46]。
  - 平田東助や渋沢栄一らも同様のエピソードを語っている。以下の同時代人の評価を参照のこと。
- 木戸が岩倉に江藤を推挙した翌日、「抜擢の論」を談じた後藤に対して、木戸は「得人難し、一旦挙人又俄に退之、於政事甚害あり、故に容易に人を抜擢するを恐る、抜擢するときは必全任せずんは其れ益なし、其人有て抜擢するは元より公論なり、故に能く其人を知て抜擢するは可なり、不然ときは却て国家之大害を残す」と述べたという[47]。人材の登用・育成に熱心だった木戸の心がけであった。
- 剣術だけでなく柔術の心得もあった。三浦梧楼の回想によると、ある年の正月、年始の挨拶に木戸のもとを訪れた黒田清隆が散々に飲酒した果てに暴れ出した。木戸が宥めても聞かず、ついには彼に飛びかかってきたが、木戸は黒田を大腰で投げ飛ばした上で喉を締め上げ、黒田が降参したので駕籠に乗せて送り返したことがあるという[48]。
- 土佐勤皇党を弾圧した山内容堂とは維新後に意気投合し、飲み友達になっていた。酒豪である容堂と飲み続けた挙句に酒の失敗もしていて、明治元年（1868年）9月16日の日記によると、明治天皇の御前にて酒肴を賜り、そのまま容堂と飲みながら話し込んで大酔。数十杯を重ねた挙句にそのまま江戸城内の御廊下に倒れ込んで前後不覚になったという記述がある[49]。
- 一方で伊藤博文は、「木戸孝允は一週間不眠不休で、酒色と執務を続けてビクともしなかった」と語ったことがある[50]。
- 明治3年（1870年）、靖国神社（当時は東京招魂社）の奉納競馬場にソメイヨシノを植えた、という逸話があるが[51]、この時植えられたのはソメイヨシノとは別の桜であって、後にソメイヨシノに植え替えられたのではないかという説もある[52]。
- 明治4年（1871年）、保守的な弾正台が廃止された時、開明派であった木戸を始め、伊藤博文、井上馨、大隈重信らの行動や私生活を内偵した文書が発見され、大隈らはその文書を押収することが出来た。「我々（開明派）の大勝利」と喜んだ大隈であったが、それを聞いた木戸は逆に「そんな書類を見れば、無益な恨みを醸すのみで、何の益するところもない」と叱りつけ、一切目を通さずに焼き捨てさせた。大隈は「私情から言えば木戸公も見たかっただろうに、一に君国の為に断然私情を斥けてこれを焼かせた。我輩は真に木戸公の大精神、大度量に敬服したのである」と、木戸の処置に感嘆した。大隈はこの逸話を紹介すると共に「独り我輩が敬服すべき政治家は、一に木戸公、二に大久保公で、いずれも日本における偉大な人物、否な日本のみならず、世界的大偉人として尊敬すべき人物である」と激賞している[53]。
- 維新後、何度か対立と提携を繰り返した木戸と大久保の関係性について、徳富蘇峰は次のように表現している。
  - 「木戸と大久保とは互いに畏敬していた。（中略） 大久保と木戸との関係は、維新以来、両龍相い随うと言うよりは、寧ろ相い対立していた。恐らく大久保の眼中には、岩倉以外には、木戸一人であった。大久保は自らを信じることが非常に篤く、自らの居を決して卑しくしていなかったが、木戸に対しては畏敬する所があった。木戸もまた大久保に対しては、幾多の苦情を抱きつつも許す所があった」
  - 「両人の関係は、性の合わない夫婦のように離れれば淋しさを感じ、会えば窮屈を感じる。要するに一緒にいる事もできず、離れる事もできず、付かず離れずの間であるより、他に方便がなかった」[54]
- 晩年、木戸は現在の東京都文京区本駒込5丁目、豊島区駒込1丁目の別宅で親しい友人を招き過ごしたと言われる。当時の庭園が維持されていたが、2014年現在はほぼ庭園部分は造成され、湧水量の多い池のみが保存されている（ただし隣接マンションに囲まれているため事実上見学不可となっている）。山手線駒込駅から別邸までの間に木戸坂と命名された坂が残されている。
- 木戸孝允の油彩肖像画（現存する3点のうちの1点で、1878年イタリアのローマでレオポルド・ヴィターリ描く）がお茶の水女子大学に寄贈されている（2008年）（郷通子「木戸孝允と教育のあけぼの」学士会会報2008年6月号）。
- 木戸には、「逃げの小五郎」という異名があるが、当時呼ばれたものではなく、司馬遼太郎の「逃げの小五郎 (小説)」に由来している。
- 残した名言として、以下のものが知られている。
  - 「死而後已（ししてのちやむ）」[55]　死ぬまで努力を続けるという意　出典は論語
  - 「才子恃才愚守愚　少年才子不如愚　請看他日業成後　才子不才愚不愚」[56] 才子は自らの才を過信して努力を怠るが、愚者はおのれの愚かさを知って人一倍努力するという意
  - 「大道行くべし、又何ぞ防げん」
  - 「人の巧を取って我が拙を捨て、人の長を取って我が短を補う」
  - 「人民は病人なり。政府は医者なり」
  - 「夫法律は人民ありて而後に生ず、法律ありて而後人民あるに非ず。然側法律は人民に適するを貴ぶ、美喜の法律なるも苟も人民に適せずんば以て美喜と為すに足らず」[57]
  - 「余はたとい暴客乱徒の手に死するとも、後世人民のためその罪を糾正し、もって天下の人民に慕法思法の心を生ぜしめ、法は結局人民を保護するとの基礎を確立せんと欲す」[58]
  - 「御一新に付確乎御基礎之相据り候事、戦争より良法は無御座。太平は誓て血を以ての外買求不相成ものと愚考仕候」[59][60]
  - 「世の中は桜の下の相撲かな」[61]
- 以下のものは名言として紹介されることもあるが、創作作品中での台詞である。
  - 「事をなすのは、その人間の弁舌や才智ではない。人間の魅力なのだ」(竜馬がゆく)
  - 「己れの生き方に関わるような大問題を他人に聞くな」(龍馬伝)

## 名前について
「木戸」姓以前の旧姓は、8歳以前が「和田」、8歳以後が「桂」である。小五郎、貫治、準一郎は通称である。命を狙われ続けた幕末には、「新堀松輔（にいほり まつすけ）」「広戸孝助（ひろと こうすけ）」など10種以上の変名を使用した。「小五郎」は生家和田家の祖先の名前であり、五男の意味はない。前述の通り国泰寺会談において毛利側の吉川が幕府側の永井に桂小五郎と高杉晋作は死去したと言明したため、公には利用出来なくなる。「木戸」姓は、第2次長州征討前（慶応2年）に藩主・毛利敬親から賜ったものである。
「孝允」名は、桂家当主を引き継いで以来の諱（）だったが、戊辰戦争終了の明治2年（1868年）、腹心の大村益次郎と共に東京招魂社（靖国神社の前身）の建立に尽力し、近代国家建設のための戦いに命を捧げた同志たちを改めて追悼・顕彰して以降、自ら諱の「孝允」を公的な名前として使用するようになる。
名前の大まかな推移は、和田小五郎（桂家に養子入りするまで）、桂小五郎（8歳以降）、木戸貫冶（33歳）、木戸準一郎（33歳以降）、木戸孝允（36歳以降。年齢はいずれも満年齢）である。死亡後は雅号・「松菊」から「松菊木戸孝允」「木戸松菊」あるいは「松菊木戸公」とも呼ばれる。他に「木圭」「猫堂」「鬼怒」「広寒」「老梅書屋」「竿鈴」「干令」などの雅号がある。

## 系譜

### 系図
- 木戸家

|            |            |            |            |            |            |  |  | 桂孝古                | 桂孝古                | 桂孝古                | 桂孝古                | 桂孝古                | 桂孝古                |  |  | 和田昌景 | 和田昌景 | 和田昌景 | 和田昌景 | 和田昌景 | 和田昌景 |          |          |          |          |          |          |            |            |            |            |            |            |          |          |          |          |  |  |
|            |            |            |            |            |            |  |  | 桂孝古                | 桂孝古                | 桂孝古                | 桂孝古                | 桂孝古                | 桂孝古                |  |  | 和田昌景 | 和田昌景 | 和田昌景 | 和田昌景 | 和田昌景 | 和田昌景 |          |          |          |          |          |          |            |            |            |            |            |            |          |          |          |          |  |  |
|            |            |            |            |            |            |  |  |                       |                       |                       |                       |                       |                       |  |  |          |          |          |          |          |          |          |          |          |          |          |          |            |            |            |            |            |            |          |          |          |          |  |  |
|            |            |            |            |            |            |  |  | 木戸孝允 （桂小五郎） | 木戸孝允 （桂小五郎） | 木戸孝允 （桂小五郎） | 木戸孝允 （桂小五郎） | 木戸孝允 （桂小五郎） | 木戸孝允 （桂小五郎） |  |  | 治子     | 治子     | 治子     | 治子     | 治子     | 治子     |          |          | 来原良蔵 | 来原良蔵 | 来原良蔵 | 来原良蔵 | 来原良蔵   | 来原良蔵   |            |            |            |            |          |          |          |          |  |  |
|            |            |            |            |            |            |  |  | 木戸孝允 （桂小五郎） | 木戸孝允 （桂小五郎） | 木戸孝允 （桂小五郎） | 木戸孝允 （桂小五郎） | 木戸孝允 （桂小五郎） | 木戸孝允 （桂小五郎） |  |  | 治子     | 治子     | 治子     | 治子     | 治子     | 治子     |          |          | 来原良蔵 | 来原良蔵 | 来原良蔵 | 来原良蔵 | 来原良蔵   | 来原良蔵   |            |            |            |            |          |          |          |          |  |  |
|            |            |            |            |            |            |  |  |                       |                       |                       |                       |                       |                       |  |  |          |          |          |          |          |          |          |          |          |          |          |          |            |            |            |            |            |            |          |          |          |          |  |  |
|            |            |            |            |            |            |  |  |                       |                       |                       |                       |                       |                       |  |  |          |          |          |          |          |          |          |          |          |          |          |          |            |            |            |            |            |            |          |          |          |          |  |  |
|            |            |            |            |            |            |  |  | 正二郎                | 正二郎                | 正二郎                | 正二郎                | 正二郎                | 正二郎                |  |  |          |          |          |          | 木戸孝正 | 木戸孝正 | 木戸孝正 | 木戸孝正 | 木戸孝正 | 木戸孝正 |          |          | 木戸正二郎 | 木戸正二郎 | 木戸正二郎 | 木戸正二郎 | 木戸正二郎 | 木戸正二郎 |          |          |          |          |  |  |
|            |            |            |            |            |            |  |  | 正二郎                | 正二郎                | 正二郎                | 正二郎                | 正二郎                | 正二郎                |  |  |          |          |          |          | 木戸孝正 | 木戸孝正 | 木戸孝正 | 木戸孝正 | 木戸孝正 | 木戸孝正 |          |          | 木戸正二郎 | 木戸正二郎 | 木戸正二郎 | 木戸正二郎 | 木戸正二郎 | 木戸正二郎 |          |          |          |          |  |  |
|            |            |            |            |            |            |  |  |                       |                       |                       |                       |                       |                       |  |  | 山尾庸三 |          |          |          |          |          |          |          |          |          |          |          |            |            |            |            |            |            |          |          |          |          |  |  |
|            |            |            |            |            |            |  |  |                       |                       |                       |                       |                       |                       |  |  |          |          |          |          |          |          |          |          |          |          |          |          |            |            |            |            |            |            |          |          |          |          |  |  |
| 児玉源太郎 | 児玉源太郎 | 児玉源太郎 | 児玉源太郎 | 児玉源太郎 | 児玉源太郎 |  |  | 孝正                  | 孝正                  | 孝正                  | 孝正                  | 孝正                  | 孝正                  |  |  | 寿栄     | 寿栄     | 寿栄     | 寿栄     | 寿栄     | 寿栄     |          |          |          |          |          |          |            |            |            |            |            |            |          |          |          |          |  |  |
| 児玉源太郎 | 児玉源太郎 | 児玉源太郎 | 児玉源太郎 | 児玉源太郎 | 児玉源太郎 |  |  | 孝正                  | 孝正                  | 孝正                  | 孝正                  | 孝正                  | 孝正                  |  |  | 寿栄     | 寿栄     | 寿栄     | 寿栄     | 寿栄     | 寿栄     |          |          |          |          |          |          |            |            |            |            |            |            |          |          |          |          |  |  |
|            |            |            |            |            |            |  |  |                       |                       |                       |                       |                       |                       |  |  |          |          |          |          |          |          |          |          |          |          |          |          |            |            |            |            |            |            |          |          |          |          |  |  |
|            |            |            |            |            |            |  |  |                       |                       |                       |                       |                       |                       |  |  |          |          |          |          |          |          |          |          |          |          |          |          |            |            |            |            |            |            |          |          |          |          |  |  |
| ツル       | ツル       | ツル       | ツル       | ツル       | ツル       |  |  | 幸一                  | 幸一                  | 幸一                  | 幸一                  | 幸一                  | 幸一                  |  |  |          |          |          |          |          |          |          |          | 和田小六 | 和田小六 | 和田小六 | 和田小六 | 和田小六   | 和田小六   |            |            |            |            |          |          |          |          |  |  |
| ツル       | ツル       | ツル       | ツル       | ツル       | ツル       |  |  | 幸一                  | 幸一                  | 幸一                  | 幸一                  | 幸一                  | 幸一                  |  |  |          |          |          |          |          |          |          |          | 和田小六 | 和田小六 | 和田小六 | 和田小六 | 和田小六   | 和田小六   |            |            |            |            |          |          |          |          |  |  |
|            |            |            |            |            |            |  |  |                       |                       |                       |                       |                       |                       |  |  |          |          |          |          |          |          |          |          |          |          |          |          |            |            |            |            |            |            |          |          |          |          |  |  |
|            |            |            |            |            |            |  |  |                       |                       |                       |                       |                       |                       |  |  |          |          |          |          |          |          |          |          |          |          |          |          |            |            |            |            |            |            |          |          |          |          |  |  |
| 孝澄       | 孝澄       | 孝澄       | 孝澄       | 孝澄       | 孝澄       |  |  | 孝彦                  | 孝彦                  | 孝彦                  | 孝彦                  | 孝彦                  | 孝彦                  |  |  | 孝信     | 孝信     | 孝信     | 孝信     | 孝信     | 孝信     |          |          | 昭允     | 昭允     | 昭允     | 昭允     | 昭允       | 昭允       |            |            | 都留正子   | 都留正子   | 都留正子 | 都留正子 | 都留正子 | 都留正子 |  |  |

### 家族・親族
- 実父：和田昌景
- 実母：猪口平馬の娘・清子
- 義兄：和田文譲
- 異母長姉：捨子（和田文譲妻）
- 異母次姉：八重子（和田文譲後妻）
- 同母妹：治子（来原良蔵の妻）
- 養父：桂孝古
- 最初の妻（婚約者？）：宍戸平五郎の娘・富子…安政5年（1858年）10月21日、小五郎25歳の頃結婚するが、まもなく離縁。
- 妻：木戸松子
  - 養子：桂勝三郎（異母姉八重子の子、禁門の変で戦死）
  - 養子：木戸正二郎（妹治子の子、早世）
  - 養子：木戸忠太郎（松子の甥）萩ものがたりVOl.15『写真集 桂小五郎』で、出石潜伏時に甚助の妹すみとの間にできた子とされているが、誤りである。
  - 養子：木戸孝正（妹治子の子）…木戸家を継承、木戸幸一の父。
  - 実子：木戸好子（早世）
  - 養女：河瀬英子…江川英龍の娘。明治4年10月4日、孝允の養女となり、10日、河瀬真孝に嫁ぐ。

## 評価

### 同時代人の評価

桂小五郎像（京都市・河原町御池上ル）

- 明治天皇 「公誠忠愛夙に心を皇室に傾け獻替規画大に力を邦猷に展べ、維新の洪圖を賛し、中興の偉業を翼け、功全く徳豊かに、始めあり終りあり、洵に是れ國の柱石、朕の股肱たり。玆に溢亡を聞く朅ぞ痛悼に勝へん。因て正二位を贈り併せて金帛を賜う」
- 吉田松陰
  - 「寛洪の量、温然愛すべき人なり。且つ才気あり」
  - 「五郎は懇篤なり、…親しむべし」
  - 「桂は厚情の人物なり。此節諸同志と絶交せよと桂の言ふを以って勉強守之」
  - 「吾友桂生五郎(原文ママ)武人也」[62]
  - 「ああ、われの敬信する所の者、ひとり桂と来原とのみ」
  - 「僕はなはだ知己、（桂小五郎・来原良蔵・来島又兵衛の三人）人物みな妙」
- 西郷隆盛 「不器不孤の君子なり」[63]
- 大久保利通 「台湾の一条については所見を異にしたけれども、それは行き掛かり上のことだ。（中略）自分の本来の政治上の考えは、全く木戸君の識見及び知識に符合しておる」[64]
- 松平春嶽
  - 「木戸は至って懇意なり。練熟家にして、威望といい、徳望といい、勤皇の志厚きことも衆人の知るところなり。帝王を補助し奉り、内閣の参議を統御して、衆人の異論なからしむるは、大久保といえども及びがたし。木戸の功は、大久保の如く顕然せざれど、かえって、大久保に超過する功多し。いわゆる天下の棟梁というべし」[65]
  - 「木戸と大久保とを比較すれば、維新の際の父母とも言うべきである。大久保は父であって、物が言いがたいが、木戸は母であって、話を聴くことが上手であった。大久保は一向面白みのない人であるが、木戸なら誰でも話ができる」[66]
  - 「御一新の功労に智仁勇があった。智勇は大久保、智仁は木戸、勇は西郷である。この三人がいなければ、いかに三条公岩倉公の精心あるとも貫徹はしなかった」
  - 「大久保は豪傑であるけれども、どこまでも朝廷を輔賛する心あり、それは倒れて止むの気象である。木戸もまた同様であるけれど大久保とは少々違うところあり、大久保は政体上を専らとし、木戸はすこぶる文雅風流であるものの目的とするところは政体上よりも主上を輔賛し奉りて、皇威の地に不墜を専務とする」[67]
- 勝海舟 「木戸松菊は西郷などに比べると非常に小さい。しかし綿密な男サ。使い所によりては、随分使える奴だった。あまり用心しすぎるので、とても大きな事には向かないがノー」[68]
- 村田新八 「先生（西郷）は極めて木戸を賞賛すれども、維新の際の木戸と明治十年の木戸とは人物相違せり」[69]
- 中岡慎太郎 「有胆有識、思慮周密、廟堂の論に堪ゆる者は長州の桂小五郎」[70]
- 大隈重信
  - 「木戸は正直真面目な人であって、雄弁滔々、奇才縦横であるが、併しなかなか誠実な人であった。（中略）木戸は洒々落々とした所があって、思ったことは何でも喋舌ると云う風であるから、大久保の沈黙とは正反対である。木戸は詩も作れば歌も詠む、風流韻事は頗る長じて居って、遊ぶとも騒ぐとも好きで陽気であった」[71]
  - 「木戸は創業の人なり。大久保は守成の人なり。木戸は自動的の人なり。大久保は他動的の人なり。木戸は慧敏闊達の人なり。大久保は沈黙重厚の人なり。もし、主義をもって判別せば、木戸は進歩主義を執る者にして、大久保は保守主義を奉ずる者なり。是を以て当時木戸は旧物を破壊して百事を改革せんとする王政維新の論を取り、大久保は之に反して漸時大賽令の往時に復せんとする王政復古の説に傾けり。即ち当時の進歩的改革論者は、木戸に依りてその志を成さんとし、保守的復古論者は、共に大久保を擁してその業を遂げんとし、両々相下らざりし。木戸と大久保とは、その性行、主義の相違なること此の如きに拘わらず、相依り、相持ち、以て互いにその及ばざる所を補い、独力の能く為すなき所を成し、却て中正を得たりし者亦少なしとせず、然れども諸般の事物に対しては、その意見議論、まったく衝突し、その衝突は自（）ら二人の代表せる薩長の軋轢となり、その軋轢は延いて、進歩主義と保守主義との一消一長を為し、ついには維新革命の事業より、立憲政制の端をも開くに至れり」[72]
  - 「大久保公も木戸公には及ばずといって、終始尊敬して公を推し、平生寡黙能く公の意見と説を容れ、大抵は是れに従われた様である。ただし両公の異なった一点は木戸公は後に翻すを得ても、大久保公は一旦言い出せば、決して肯かなかった人である」[73]
  - 「木戸について最も感心なことは、長州出身なのに拘らず、薩長の専横跋扈を憤ってこれを抑えられた一事である。で、平常言われるには、もし二藩の人をして跋扈させるならば、幕府の執政と異なったことはない。既に300藩を廃して四民平等をなした以上は、教育を進めて人文を開き、もって立憲国にしなければならないという一本槍であった。これは実に条理整然として、大義名分の立った感服すべき議論である」
  - 「大久保は非常な決断力を発揮して改革の衡に当り、猛然として勇進した元気は盛んなもので、この人なければ、また維新の改革に困難を感じたことは少なくない。同時に木戸の功労もまた非常なもので、大久保の上に出なくとも決して下る人ではない。で、この両人の優劣を厳格に断定することはすこぶる困難な話である」[74]
  - 「我輩が敬服すべき政治家は一に木戸公、二に大久保公で、何れも日本に於ける偉大な人傑、否な日本のみならず、世界的大偉人として、尊敬すべき人物である」
  - 「木戸公の容貌風采は立派で、一見して一個の勇者堂々たる偉丈夫であった。剣客斉藤弥九郎の門人で、文明的頭脳、立憲的思想、聡明なる天資に加ふるに欧米視察の実験を以てして、才幹鋭敏、気性洒落、君国には誠忠を尽くし、知人には情に厚く、人に接するに城府を設けないが、その代り感情が激しく、喜ぶこともあれば怒ることもあった」[17]
  - 「我輩は真に木戸公の大精神、大度量に敬服したのである。木戸公の大精神は斯の如くであったから、勝ち誇った薩長の頭も押える事ができ、又この精神を以て国家の重きに任じ、我輩の如き年下の後輩、しかも一介の書生を非常に愛して、多少我輩の意見を行うに就て、その功を為さしめたのは真に公の賜である」[17]
- 大村益次郎 「木戸はどうも先見のある男ぢゃ」[75]
- 伊藤博文
  - 「公が王政復古に至るまでの間に、四方に奔走して、国事に尽瘁せられたことは、世人の皆知るところではあるが、維新創始の基礎を大成するについても、公の苦心尽力というものはなかなか一通りではなかった」
  - 「（安政年間）当時は東京（江戸）に出て各藩の人と交際をするのが第一の学問であった。長州人の中で交際の広いことは木戸公の右に出づるものはなかった」[76]
  - 「内閣に立って文明的の方針を執って国の開明を誘導されたことは大したものである」[77]
  - 「木戸公は才識に富んで居る方の人で、どっちかと云えば寛仁大度にして、識量のある人と云ってよい。大久保公の方は所謂沈毅にして忍耐の方で、容易に進退することをしない人である。木戸公はどっちかと云えば識の高い人だから、識に依って事物を判断して往こうと云う人ゆえ、自ずから忍耐の力は大久保公に一歩を譲って居った。その代り識力の方は大久保公も一歩を譲って居った」[76]
  - 「岩倉、木戸、大久保三公はとにかく度量といい決断といい胆力といい時流に卓絶しておった。我輩の先輩として見る所では彼の三人には一人も及ぶものはない」[78]
  - 「人間は、心が狭くては駄目である。つねに広い心を持ってゆくことが肝要である。君（木戸孝正）の前でいうのはいかがかと思うけれども、忌憚なくいえば、（大久保利通と比較して）君の先代木戸公はひろく大きくはなかった。むしろ狭い方であった。人を容れることができず、ついに余り仕事も成し遂げ得られなかった。吾輩は公には容易ならぬ知遇を受け、お引き立てを蒙ったが、しかし、その間に随分困ったことも多かった」[79]
  - 「公はどっちかと云うと物に余り固着しないひとであった。それであるから移る事には賭易い方である。識力があって、分別のできる人ぢゃから、或は教育の事、人智を進めると云う事には骨を折られた。公は若い特にはそうでもなかったようだが、西洋から帰朝してから、終始胃病で苦しんで居られた。それに一度馬車で頭を打ってから一層病気が悪くなり、非常に物事に心配するようになった。余り憂慮に過ぎて夜も寝られぬと云う様になったが、是は余程病気を助けたろうと思う」[76]
  - 「公は和漢の学問に通じ、詩も作り、文章も作り、書抔も中々旨く文学趣味には充分富んで居られた。囲碁は余り好きな方ではなかったようだ」[76]
- 板垣退助
  - 「私が一言で先輩を評しては、甚だ憚であるが、公は知恵があまり多すぎて少し過慮といふところがあつて、それが短所と思ふのである」[80]
  - 「私は征韓論破裂のために政府を退き、愛国党を組織して民選議員設立の建白をした。そのときに木戸公が私を濱町（日本橋）の長州屋敷に案内して、わが国もまた立憲政体にしなければならない。旧幕府の政治を非難して今日にいたるまで、まだ確定したる改革が行なわれない、速やかに憲法を発布しなければならぬという意見を、私一人に内話された。実に熱心なる立憲政体論者であった。そこで私は、貴方がその意見であることを知らないで、民選議員設置の建白をなし、政府の反感を助長したのは、実に悪かった、これは拙作であったと言った。ところが公は、人は感情の動物であって、万事その意の如くになるものではない、此の建白は良いではないかと言って、謄本を贈って貰いたいという希望であった」[81]
  - 「かように私は木戸公と長い間の交際であったが、実に品格の良善なる人であって、終始機事を処理するに慎重であって、すこしも軽卒なところがなく、諸物に聡明で、温情に敦厚（とんこう）なる性質であったことは、常に敬服して忘れられないのである」[82]
- 佐々木高行 「木戸は先見のある事は長所なり。また文筆あれば是まで癸丑依頼の事を筆記して、書生等に示すの風あり。大久保は才なし。史記なし。唯確乎動かぬが長所なり」[83]
- 田中光顕 「高杉晋作も、常に木戸公は長者であると言っていたが、人に対して余程親切であるから、何事も打明けて話ができる。そして、私共に屡々言わるるに、人は貧乏しない心掛けが必要で、常に費用を慎まねばならない。もし借金したら、人に頭が上がらなくなる。欧州で同宿したこともあるが、種々有益の教訓を受けた。しかして、公は酒は少量に飲まれたが、歌を謡われたことは知らない。客に接することは、貴賤の別なく好まれたが、潔癖で敏捷の性質のように記憶しているのである」[66]
- 西園寺公望 「何の見所があってか、木戸はしきりに私を褒めたりしてね。わたしの事で岩倉などへ手紙をやったりした。大村に言わせると、木戸は才物だが嫉妬心があるので困ると云う。木戸は大村を評して、働き者だが、大勢がわからなくて困ると云う。どっちの云うこともいくらかあたっていたのではないかと思う。木戸は書生風の気軽な人で、書生に人望があった。文人趣味があって、奥原晴湖などを呼んで、詩筵や画筵を敷いたりしてね、なかなかしゃれものであったし、また誠に親切な人であった」
- 江川英武
  - 「公を訪問いたすと、常に貴賎の別なく、多くの人々が参っていたが、悉く之に面会し、自ら低くして能く各の話を聞き入れらるのは、まことに度量の広いことであったと思うのである」[66]
  - 「木戸公は丈高く骨格が逞しく、初対面の即時には、怖くて恐ろしい八釜しい人の如く見えるが、段々容態を窺うと、あたかも夕日の如く温かであって、談話を聴くと、時理が明晰で、赤誠を各人の胸中に置かれるように懇切である。私は大久保公にも面晤したことがあるが、何か黙々として気六ヶ敷い人のように感ぜられた。公は骨格が偉大であっても、その温容は一見して決して忘れないのである」[66]
- 三浦梧楼
  - 「木戸は我輩より十一歳の年長者で、先づ兄貴分と云った関係の人だ。二人の立場は違ったが、意見は全然同一であった。木戸は長州の畠から出ても、決して長州味のない人物で、あくまでも薩長の情実を打破して、公明正大の政治を行わんことを、その畢生の大目的、大信条としたものだ。木戸が岩倉公や大久保と共に、欧米に派遣されたのが明治四年の十月で、その帰朝したのが六年の九月であった。木戸がこの二ヵ年の洋行中、最もその脳裏に感じたのが憲法政治であった。薩長の情実を打破するの道は、一に憲法政治を行うに在りと確信し、帰朝早々、長文の意見書を提出して、熱心に憲法論を主張したが、大久保や伊藤などが頻りに尚早論を唱えて、容易に貫徹しなかった。（中略）木戸は全く立憲政治の首唱者、先覚者だ。何事に就ても進歩した意見を持って居った人だ。その洋行中、彼の地より我輩の所へ書状を贈って来たが、その中に『亜米利加ではスピーチと云って、人の前で自分の意見を演説すると云うことが専ら行われて居る。ソレで福地（桜痴）にこういうことを能く見て置け。尚、新聞の事をも能く調べて置けと命じて置いた』と云うことがあった。木戸は既に演説は立憲政治に必要である、新聞は人智を開発し、国論を喚起するに必要の機関であると云うことを感じて居ったのだ。木戸が新聞だの、演説だのに、疾くから着眼して居ったと云うことは、その進歩した意見を持って居った一の例証であろう。薩長の情実を打破すると云うことは、非常に木戸の焦心苦慮した所であって、これが我輩と全然同一の意見、同一の精神であったのだ」[84]
  - 「情実の打破は木戸の生命である。朝にあってもその矯正を計り、野にあってもその矯正を力め、病に臥してもなおその矯正を思い、ついに万斛の憂愁を齎らして、泉下の客となった。かくのごとく木戸がいかに情実の纒綿（）を苦慮したかは、和歌の表にも露われている。書状の上にも現れている。遺言の上にも顕われている」[84]
  - 「木戸は伊藤の如く派手なことは好まぬ。全く堅実一方の人で、自分のこうと思ったことは必ず実行せねば止まぬと云う人であった。我輩が嘗て木戸の所へ往くと、書生が四五人集まって、何かワイワイ言って居る所だ。『何だ、何を遣って居る』と尋ねると、官員録を広げながら『実に酷いではありませんか。海軍省と警視庁とは殆どが薩摩人ばかりです。驚きました』と言うのだ。『どれどれ見せろ』と言って手に取って見れば、如何にも殆どが薩摩人の独占だ。その頃の官員録には人名の上に一々本籍を記してあったから、一目瞭然直ぐと分かる。これには我輩も少なからず驚いたが、ソコへ木戸が帰って来て『何だ、何事かあるか』と言うから、今コレコレだと言うと『ドレ見せて呉れ』と言い。官員録を取って、ザッと見ながら『成程、これは酷い』と言って、眉を顰めた。ソレから奥へ入って、着物を着換えた上、また遣って来た。『モウ一遍見せて呉れ』と言って、能く見て居ったが、何と言って薩州の情実、意想外に甚だしいことは覆うべからざる事実である。さてその翌朝、我輩のマダ寝て居る所へ、一頭曳の馬車を軋らせて遣って来たのが木戸だ。『朝早くから、何処へ往ったか』と聞くと、『昨日の一件で大久保を訪ねた。マダ出ない内にと思って今往って来た。大久保も官員録を見て、こんなことになって居るとは今まで全く気が付かなかった。今に何とかすると言って居たよ』と話したことだが、木戸はこの通り思い立ったら直ぐ実行すると云う人であった」[84]
  - 「木戸は非常に情誼に厚い人であった。他人の不義理、不人情の目にあったことでも、さながら我身の事のように憤ったものだ。常に『自分は早く親を失ったから、人の親を見ると懐かしい』と言って居った。コンナ人情の深い人であった。」[84]
- 今井太郎衛門 「すべてが倹素の方で、用紙は反故の裏面に、自分の論説も他人の意見も書き記して、之を繰り置かるることが多かった」[66]
- 渡辺昇 「（木戸公は己の）過を改むることに、朗らかな人である。その人格の高邁なることが知らる」[66]
- アーネスト・サトウ 「その日、私は有名な木戸準一郎（別名・桂小五郎）に初めて会った。 桂は軍事的、政治的に最大の勇気と決意を心底に蔵していた人物だが、その態度はあくまで穏和で、物柔らかであった」[85]
- アレクサンダー・フォン・ヒューブナー（ドイツ語版）伯爵（オーストリアの外交官・政治家） 「これほど強烈に精神の力を感じさせる風貌に、私はこの国でかつて出会ったことがない。彼がものをいうとき、その表情は独特な生気をみなぎらせる。（中略）一見して非凡な人物であることがわかるのである」[86]
- 福地源一郎 「余が、つとにその知遇をかたじけなくして、もっとも親密の下交を得たるは、木戸孝允公なりとす。余、高貴の方々の面前に伺候したることも多かりしが、自ら首（）の下がるのを覚えざりしは、将軍家（慶喜）の御前へ出たる時の後は、今、この木戸参議の前へ出たる時なり。将軍家は余が主君なれども、木戸参議に至りてはさる関係にあらず。当時、参議に列せられたる諸公に、前後面謁したれども、かつて木戸公における時の如き事もなく、すでに他の四公（三条、岩倉、西郷、大久保）の如きも、木戸公と同じく、余が最も尊重し、最も敬服するの元勲たりしに拘わらず、愛慕の情において、木戸公におけるがごとくならざるものなり」[87]
- 平田東助 「ある朝書生が寝所へ来て『早く起きて下さい。木戸公が御出になった』こう云うことでございます。『そんなことはない筈である。それは木戸公の御使であろうから、直ちに伺いますと申し上げて呉れ』と言いましたら、『いやそうではない。全く自分で御出になりました』と余り申しますので、実は半信半疑で寝所の中でそっと覗いて見ました。何分家が狭くて二三畳先が入口でありました。その時に公は既に格子に手をかけて御出になる。そうして『平田さんは起きたか』と声を掛けられました。ところが私が寝ている所より外に座敷と云うようなものはございませぬ。それから寝具を庭に放り出しまして、その所に御迎申し上げました。その頃は内閣顧問でありましたので、その所へ御出勤になる御出掛けでありました。家の門は僅か三尺計りの小さな門でありました。それでございますから馬車は外に待って居る。それから命を承りました。そうして御用のことを御話になりました。そこで謹んで命を受けたようなことでございました。その当時私は一介の書生で彼方からようやく帰って来た計りの時でありまして、年もまだ三十にも至らぬようなことでございました。その様な一書生の住宅に内閣顧問官が御立寄りになりました。そうして洋服で御座りになりました、その所で私に命を申付けられました。御親切の程は涙を揮った次第でございます。それは今日も目前に見るが如く思うて居ります。実に公の御誠忠は申す迄もなく、国事と申せば上下の別なく、また長幼の別もなく、苟も国事の上に必要なりと思召されば、一身の事も毫末も御考えにならなかったことは、この一事を以ても御徳の厚かったことを伺うことが出来るのでございます」[88]
- 兒玉愛二郎
  - 「公の剣術は、その使い方が器用ではなく、勉強と熱心な腕力が殊勝であった為、人々のこれに負けるものが多い。そこで公との試合はやりがたくて、使いがたいという方であった」[66]
  - 「岩倉公は大久保公に向って、何時もただ、『大久保、大久保』と言って、呼び流しであったが、『木戸さん』と言って『さん』の辞を付けて呼ばれるのは、実に木戸公ばかりであった。その他の藩士の立身したものは、大久保公でも誰でも、決して『さん』の辞を付けらるることはなかったのである」[66]
  - 「木戸公は人に対して余程に親切であった。私は前に言った如く、公に反抗したこともあるが、陰に陽に始終私を助けて呉れられた。私の兄も公ほど人に親切の厚いものはあるまいと、始終言っておった。誰に対しても公は口のみならで、実際に極く親切にあったものである。公は人の生前のみならず、死後までも手厚くされたことは、実に後世の美談とすべきである」[66]
- 末松謙澄 「公の性質では、衆人に諮るとか、群議を容れるというような漢学趣味が多々あるのみならず、否大量で種々の事情を深慮せられて、決定せられるのである。実に然かあるべきことではあるが、多くのものは、そんな考慮がない。だから、もし公と大久保との議論が合同すれば、大概の施設は断行せらる訳であるが、事実そう容易に行われるものでないのである」[66]
- 渋沢栄一
  - 「私共は今に木戸さんの風采を覚えて居りますが、御様子の誠に好い御方で、所謂威あって猛からすと云う至って慣れ易い所のある御方で、ある時には凛呼として侵すべからざる所もありました。一寸容貌も宜しうございまして、さも大臣らしい御方で、伊藤さんは私共と同じく余り身体の大きい御方ではございませんでしたが、木戸さんは可なり御身体も大きく立派な方でありました。私のような元徳川の家来でございましても、一向垣壁を設けず、偏狭でなかったようであります」[88]
  - 「これは私がまだ官職を辞任する前の、明治四年の春頃であったように記憶するが、木戸孝允公がある日突然、私を湯島天神下の粗末な家にお訪ねくだされた。取次の者が、『木戸公がお見えになった』と申すから、『木戸公ならば参議であらせられて、太政官でも偉い方である。あの木戸参議が私の家なぞへお訪ねになろうはずがない。きっと人違いであろうからよく調べてみよ』と申しつけたのであるが、『いや・・・やはり参議の木戸孝允公である』とのことなので、何のご用でわざわざお越し下されたものかと恐縮しながら座敷にご案内した。ご用をうかがうと、別に大した用件でもなく、『実は、江幡（那珂通高）という者をあなたのいる大蔵省で使っているそうだが、彼を太政官の方で採用したいと思っている。彼の学識については十分に調査もしてあり、また承知もしているが、その人柄が果たしていかなるものなのか、これがはっきりとわからないので困っている。そこで彼についてあなたの観たところを、隠し立てなく私に申し聞かせてくれ』とのことであったのである。私は江幡氏について観ただけのことを詳細に申し述べ、その人物を木戸公にご説明申し上げたのであった。しかし木戸公が私をわざわざ粗末な家まで訪れたのは、その真意が江幡氏の人柄を知ろうとするよりも、実はこれを口実にして『渋沢は一体どういう人間であるか、話でもして試してみよう』ということにあったのかもしれない。たとえそれにしても、いわば身分の低い一官僚に過ぎぬ江幡を太政官の方で採用する件について、その人物を知るために、下級官僚に過ぎない私の家まで参議の貴い身分でわざわざいらっしゃったのだ。これを見れば、木戸公がいかに人を用いるのに細心の注意を払われ、適材適所に配置しようとすることにお心を傾けられていたかが窺い知れるのである」[89]
  - 「木戸孝允卿は同じく維新三傑のうちでも大久保卿とは違ひ、西郷公とも異つた所のあつたもので、同卿は大久保卿や西郷隆盛公よりも文学の趣味が深く、且つ総て考へたり行つたりすることが組織的であつた。然し器ならざる点に於ては大久保、西郷の二傑と異なるところが無く、凡庸の器に非ざるを示すに足る大きな趣のあつたものである」
  - 「木戸孝允先生は、江藤新平さんや黒田清隆伯なぞとは全く性行の異つた方で、他人と争ふ事なぞは殆ど無かつたものである。私は木戸先生と親密の御交際を願つたわけでも無いがその平素の性行より察するに、何事に接しても時期を待つといつたやうな態度で、縦令自分の意見が行はれぬからとて、他人と争つてまでも無理に之を通さうなぞとはせられず、成行に任せて置き、静に形勢を観望して時節到来を気永に待つて居られたものであるかの如くに思はれる」
  - 「木戸孝允公なぞも、仁の方に傾かれた人であるから、木戸公に若し過失があつたとすれば、それは矢張、仁に過ぎるより来たものである」
  - 「私が御遇ひした明治維新の元勲元老中では、木戸公は下問を恥ぢずといふ態度のあらせられた方で、好んで能く人言を容れられたものである。前条にも一寸申上げて置いたやうに、公が那珂通高を太政官に採用するに当つて、当時私の住んでた湯島天神下の寓居を態々訪れられて、参議の御身を以て小官の私に那珂氏の人物に就て問はるる処のあつたた[あつた]事なぞは、確かに木戸公に下問を恥辱とせぬ美徳があらせられた証拠だと謂つても可からうと思はれる」
  - 「善を伐らなかつた人としては、西郷隆盛公、西郷従道侯、大山巌公などの外に猶ほ木戸孝允公、徳大寺実則公なども亦其人であつたかと私は思ふのである」
  - 「維新の元勲で、能く部下を引立てたものは木戸公である」
  - 「故三条公や木戸侯などは、自説を固持せず、能く人の説を容れる人であつた。之れは一面に於て遷善改過の徳を備へて居つた人であると言ひ得ると思ふ」
  - 「人才を働かせるやうにするには、徳望も大事なことであるけれども、人を容れる雅量がなければならぬ。木戸公はそのやうな人と称すべきであらう」[90]
- 河瀬秀治
  - 「今から思うと、あの頃の国家の難しい事務その他百般の国事がうまくいったのは、全く木戸と大久保の二人（ににん）があったからだと思う。あの二人の公明正大な点は世人の想像以上であった。二人ともに考えていたことは、御維新というものが徳川に代うるに薩長を以てしたものに過ぎぬと世間が思いはせぬか、そう思わしてはならないという点であった。こういう疑いを起こさしてはならぬというので、役人を用うるにも公明をもっぱらにした。現にその頃の大丞では長州人は林友幸一人であった」
  - 「人材を登庸するにあたっても、この両公が国務卿に列せらる時には、薩長のみに偏せず、佐賀でも土佐でも、また吾々のごとき局外の者でも採用なって、随分注意されたものである」[91]
  - 「随分大きな身体の人ですし、何処へ出ても仲間頭とか、博徒の親方とでも見える体格の人でありましたから、出石で博徒と間違えられて、博徒が頻りにやって来て博奕を勧める。素より博奕は知らないし、知らぬと云うけれども、お前が知らぬことはないと頻りに勧められて、あんな困ったことは無なかった。仕方がないから始めて見た所が、勿論知らぬことだから、漸く博徒もお前は本当に知らぬのだと、云って諦めてしまったことがあると、笑い話にされたことがあります。外の人は皆戦（蛤御門の変）が負けた為に、散々ばらばらに逃げたけれども、其中から一人ボカッと隠れて、京都の後の大勢を視察して、第二の計画を為そうと云う辺りの動きが、なかなか大胆なやり方、些々たる事ではありますが、外の人達とは大に違って居った所なども、此辺で見ることが出来ようかと存じます」[92]
  - 「兎に角日本明治の大偉人と云っても宜い人、又一面から申しますれば、此人あって今日を見ることが出来たと断言して憚らぬと思う位の人であります。此人ほど能く情理を兼ね併せた性質を備えた人は、誠に珍しいと思います。なかなか大胆な人で、事に処して少しも縮み怖れなどを持った容態と云うものを、私は曾て見たことが無い。そうかと思いますと、誠に来客に接するに致しましても、茶を出すことから、煙草盆を出すことまで、小心翼々として、恭謙なる態度で待遇し、なかなか傲慢な様子等は少しも見ることが出来ない。誰が参りましても、大概玄関まで送って出る。又如何なる人でも能く待遇を致して、詰らぬ事を言う者の長談義も、決して退屈することなく能く聴かれたようでありました。尚あの人の長所は、早く云えば最も天下の形勢とか、宇宙の大勢とか云う、大体を見ることに誠に明らかな人で、此点は誰も許して居ることでありましょう。誠に先見に富んだ人でございまして、早く申すと、皆あの時分の事でありますから、豪い人も沢山あったではございましょうけれども、碁に喩えて申しますならば、大概の人は二段三段位の碁であったかも知れぬが、此人だけはどうしても他が二段三段ならば五段六段位の先の手の見える人であったろうと云うことは、私共其当時から信じて居ります。斯の如く大体に明らかにして、先見に富んだ人であると同時に、深く人情の濃かなる所に通達して気の付いた人。それは他家の婦人子供の病気までも、能く注意をして、手抜けのないように、それから是も誰も許して居りましょうと思いますが、如何にも公明正大なる立場に立って居る。そうして至って磊落で、胸郭の広い、能く衆人の言う事を容れました。そうかと思いますと、実行上の順序になって参りますと、何時でも人民々々と云うことを土台に置いて、深く人民の慣習に基いて、行政上の順序でも秩序能く立てて行くと、斯う云う風なやり方をするお方。そう云う流儀でありますから、兎角浮薄な、俗に云うペンキ塗り的の事は甚しく嫌われますので、始終着実々々と云うことを主として方針を立てて行くお方でありました。私は何処までも木戸と云う人は人情の人であって智慮に富んで居った、大体が能く見えまして先見に明らかな人、そうして据りの場合になりますと、確乎として抜くべからざる精神の確なお方。見えも飾りもない、斯う云う人であったと信じて居ります。純粋なる忠臣愛国の人というものは、私は此木戸さんにして始めて此世で逢うことが出来たと思って居ります」[93]
- 青木周蔵
  - 「ひそかにその人格を追想すれば、君国に忠実なりしのみならず、資性群を抜き、襟懐濶達にして温良恭謙よく士に下り、人を遇する最も親切なるを以て、予等後進者に於ては、従遊の間、常に恰も朋友と事を共にするの感あり」[94]
  - 「(木戸翁が)突然予の室に来り、予の読書するを見て、その何の書なるを問い、併せてその大要を説明せんことを求めたり。依って予はその一部分を訳読せしに、翁は暫く予の訳読を制止して自室に入り、筆硯を携え来り、聞くに随て訳読を筆記せり。翁の恪勤励精にして用意の周到綿密なる、此の一事を以て推知すべきなり」[95]
- 大倉喜八郎
  - 「自分が一日木戸公に会っておると、公は『俊輔はこの頃一本が一圓とかするというシガーを口に喰わえて歩くというじゃないか。困ったものじゃ』。彼は一日かく語って、次にまたこの話をいつか伊藤公に語ると、公は苦笑しつつ、『木戸は未だ乃公（おれ）を一俊助と思っているのだろう。乃公は今日工部卿ではないか。工部卿たる乃公が一本一圓のシガーを口に喰わえたからって贅沢というものではあるまい』というのであった。木戸公は正直恪勤の人格者であっただけ『奢侈ってはならない』ということがつねにその信条であったろう。されば、今伊藤公の上にかかる言葉のあったものと思わる」[96]
  - 「自分は松菊先生と外国に行ったが、夜になって皆が閉口して罷り退くと、大倉を呼べということで、自分はその相手をして夜を明かしたことが度々あって、これには随分閉口した。松菊先生と一緒にいて面白いことも随分あったが、眠れないので困った」[97]
- 新島襄 「木戸氏は日本に於ける最も力強い人間の一人で、将軍の専制政府を転覆して、新しい、健全な、自由な天皇の政府を樹立する最近の革命で、非常に際立った役割を演じました。彼の態度は大変紳士的で嫌味がありません。私は食卓で彼と談笑して、恰もアンドヴァーの倶楽部で仲間の学生と話ししているかのやうに振舞いました」[98]
- 日下義雄 「（私は）木戸公の書簡を見て、公が明治初年の考慮の広大であったことに驚嘆したのである。その書簡の趣意は、旧会津藩は一旦朝敵になったに相違はない、それは維新草創の際であって、すでに大赦の恩典に浴したので、やはり一視同仁の国民である。もと２８万石の大名が、わずかに３万石に減少されることは、誠に気の毒で、北海道に相当の土地を与えて、できる限りの便宜を尽くし、旧斗南藩の人士が生活に困難しないようにすべきとの意見である。政治の意見が齟齬したために、敵味方に分かれたのは詮方がないが、大敵になって一視同仁の大御心に浴すべきことは会津人士にもわかっている。しかし世間の人々には、反対に思うものがあるので、私は常にこれを甚だ残念としている。此の公の書簡は大切なものであって、世間の人々に広く知らしたいと思うのである」
- 山崎之人[99]
  - 「木戸、大久保二君を以て我廟堂の二首領とは称したりき」
  - 「百般の政務を調理し社会の風潮に応じてその国是を変換し伸縮その度を失わざらしむるというが如きの任に至っては是れ木戸君の長所にして大久保君の固より企て及ぶ所に非ざるべし」
  - 「政治上に至りては大久保君に比するべきは古今に変通ずるの才あり。その明治八年立憲大詔の発行の如きは最も君が興って力ある者なりと云う。蓋し亦た該大詔たるや豫め我前途の国是を立憲に定るの進路を開かれたる一大美挙にして(木戸)君が守成の業中灼々として後世を照し千載の後に至るまでその徳を敬慕せしむるに足るべきの偉跡たりと云うべし」
  - 「其の功業や中道にして吾人君と永別離の不幸に遇ふに至れるなり。若し夫れ皇天邦家の為めに此君（＝木戸）に尚ほ数年を假して其志を政事世界に伸べしむるに吝ならざるが如きあらしめば、吾人は早く已に立憲政体の美域に安息するを得其幸福を享受するは蓋し今日の此にあらざるや必せり」
  - 「所謂経世の才に富み信に政事家とも云ふべき者は当時維新功臣中君をおいて他に其人あるを見ずと評下したる者あるも亦た決して溢美の言に非ざるべし」
- 杉浦重剛 「（木戸は）用意の周到なるに感じ、余が塾友と行を共にする毎に、塾友諸子を顧みて、さすがは木戸松菊なり、大事に任ずる者、まさに這般の細心無かるべからずと戒むるが如き是なり」[100]

### 後世の史家の評価
- 徳富蘇峰
  - 「公は実に三傑の中にて最も見識家であった。目先の見える事についてはなん人も公に及ぶ者はなかった。しかし、時としては、あまりに目先が見え過ぎて、公がこれを唱え、公自身はすでに他の方面に進んだのちに、他人はかえって公の説を採り用いているものも少なくなかった」
  - 「先生は実にわが国における立憲政体の基礎、憲法政治の開山というも過言ではあるまい。て従ってそれに伴う自治制度や、教育や、新聞、雑誌等についても、公はつとにその心を用いていた。新聞記者の開祖たる福地源一郎、成島柳北らもみな公に負うところ大であった」
  - 「およそ薩長以外の人士にして少しく頭首をもたげたる者は、概ね公の庇護誘掖に依らぬ者はなかった」[101]
  - （出石より帰藩した時のことを）「桂の出現によりて、防長二国はほとんど百万の援兵を得たる心地をした。従来とても正義派にも、俗論派にも、人物に事は欠かなかった。しかも大局を洞察したる経綸の士に至りては、特に桂小五郎その人に待つものがあった。爾来、長藩が維新回天の洪業を翊賛するもの、一として彼が指導に頼らざるものは無かった」[102]
- 田中惣五郎 「明治新政府の閣僚の中、側近の力をかり、ブレーンの力をかりることなくして、すぐれたる見識を持ち得たものは、木戸をもって第一とするであろう。維新後の民主的なものであって、木戸の関与しないものは殆どないといっても過言ではない。木戸の性格は極めて篤厚であり、長者風であった。木戸が人に立てられるのは、その頭脳もさることながら、より城府を設けぬ態度と、堂々たる風貌にあった。そしてこの風貌と態度の示すごとく、彼は温厚の大人風であり、平和裡に事を処理することを好んだ」[103]
- 宮地正人 「政治と政局を見通す木戸の聡明さは群を抜いていた。禁門の変後の国難において、藩政担当者が次々と刑死する中で、ひとり木戸は帰国せず、出石の地に潜居しながら、長州と幕府の動向を凝視しつづけた。木戸の卓越した理性と合理主義は、無意味で残酷な処刑から彼を救った。と同時に、第二次征長の役の重圧下におかれた長州藩を救出することにもなったのである。木戸は総てを見た人であった。ペリー来航の嘉永六年から、西南戦争の明治十年まで、直面したあらゆる時期と段階において、彼はその政治家としての卓越した能力と聡明さをもって、全力を尽くして、つきつけられる課題と闘った」[104]
- 福地惇　
  - 「木戸孝允は、維新の目的を終始熱心に言葉にして表現した。「理念の政治家」の色彩が濃厚だった。しかし、単純な理念主義者ではなく、文字通り身命を賭して真剣に維新の目的を現実の政治の場において「誠意」を尽して実現しようとした第一級の政治家であった。木戸の政治目的は、19世紀国際政治場裡において真正な独立国家日本を形成することであった。木戸は、この目的を達成するためには「開明政略」によって、より直裁に言えば「西洋化」によって、新国家を形成し、国力・民力を増進しなければならないと確信していた。しかし、木戸の「開明」「西洋化」は、理想主義としてのそれではなく、維新の目的を追求する現実主義的手段としてのそれであった。政治家木戸の個性を簡明に表現すれば、現実主義的目的合理主義者で、富国強兵主義者ではあるが民力涵養に重きを置いた誠実な国民主義者であったと言えよう」[60]
  - 「いってみれば、理念的政治家木戸孝允が、維新の目的を良く念頭に置いて、新国家形成の方向性と大まかな設計図を描き吹聴した。大久保利通、伊藤博文、大隈重信らは、それらを行政の実際面で、時には強引に、時には的確に実施した。俗に図式化して見れば、木戸孝允は、孤独な指南役で大久保は仕事師の統領だったと言えるのである」
- 五十嵐暁郎
  - 「近代国家草創期のわが国にあって、未知の局面に対処すべく生み出され、同時に新たな国家体制の基礎となった五ケ条誓文・廃藩置県のような、維新国家にとって画期的な諸施政や、あるいはまた立憲政体のような「リベラル」な構想の功労者に、まず木戸の名を挙げないわけにはいかない。かくして木戸はまた、明治国家体制の「構想者」の歴史的地位を与えられている」
  - 「木戸が自らの周囲に多くの人々を集め、彼の「構想」立案に参与せしめ得たのは、彼が長州閥の総帥であったという勢力関係とともに、木戸自身の温和な籍に助けられたものでもある。木戸が彼らにたいしてつねに細かな気を配ったことも・彼の伝記執筆者たちが共通して特筆するところである。木戸のこのよう荏格は、一般に彼の周囲の人々の目に、彼をおだやかで親しみを覚えさせる人柄と映じさせた」
  - 「木戸の知識人タイプの、柔和で情緒的な、また病弱ゆえにときには陰気でさえある性格は、歴史上の人物としての彼の印象を曖昧で捉えがたいものにしているのも事実である」
  - 「さらに大久保の冷徹さと比較するとき、木戸は彼の「情緒的」な性格のゆえに、自己の願望を抑制しつつ時期の到来をまつという政治家の資質--「行政の手腕」を欠くこととなった。そのために、自らの卓越した「見識」にもとづく「構想」を自分の手で現実化しえないという、政治家としての焦燥感を味わねばならなかった」
  - 「木戸がこの当時から武力行使の必要性を強調し、のち戊辰戦争においても武力行使による革命の徹底を主張したのも、中途で妥協し「老婆之理屈（主張ばかりで途中で投げだすこと）」に終ることを恐れたためであろう」[105]
- 齊藤紅葉
  - 「第一に、木戸が幕末から明治を通して、欧米列強との協調を基軸としながらも、国内政策を統一し、国家一致の体制を築くことを最優先とし、それよって列強からの侵略を防ぐという一貫した方針を持っていたことである」
  - 「第二に、木戸が、幕末から明治四年（1871年）の廃藩置県に至るまで一貫して、強力な集権体制をとることで、国家の独立維持を図ろうとしてきたことである」
  - 「第三に、木戸は、とりわけ廃藩置県後に地方や人々の生活に即した緩やかな改革を求めるようになり、その改革の速度において大久保ら政府首脳部と相違を生じた上、体調の極度の変化により、維新の結果を早急に求めるという焦りと、周囲の意見に耳をかさない頑なな姿勢が強まった。そのことが、晩年に影響力を落とす要因となったことである」

## 関連作品
登場作品
その他
- 『五賢人胸像』（監修：北村西望、制作：小金丸幾久、1967年、所蔵：旧多摩聖蹟記念館）
  - 向かって右から木戸孝允像、岩倉具視像、三条実美像、大久保利通像、西郷隆盛像が安置される[106][107]。伊藤博文ではなく西郷隆盛を五賢人と扱うことを特徴としており、その容貌は親近者に確認しながら制作したため、実際に近いものとされた[107]。